# Teatro dell'Artico della seconda guerra mondiale
Il teatro dell'Artico della seconda guerra mondiale vide contrapporsi, nell'ambito del più ampio secondo conflitto mondiale, da una parte le forze della Germania e della Finlandia (quest'ultima fino all'armistizio del 19 settembre 1944), e dall'altra le forze degli Alleati, e in particolar modo quelle di Regno Unito, Unione Sovietica, Norvegia e Stati Uniti d'America; le operazioni militari svoltesi al di sopra del circolo polare artico compresero attività terrestri, navali e aeree.
Le operazioni terrestri videro, nell'aprile del 1940, le forze tedesche impossessarsi con un'operazione anfibia dell'importante porto norvegese di Narvik, affrontando poi con successo il contrattacco di un corpo di spedizione anglo-francese. Successivamente, a seguito dell'avvio dell'operazione Barbarossa nel giugno del 1941, truppe tedesche e finlandesi aprirono un fronte di guerra nel nord della Lapponia, puntando alla conquista dello strategico porto sovietico di Murmansk; dopo l'abbandono dell'alleanza con i tedeschi nel settembre del 1944, i finlandesi cooperarono coi sovietici per cacciare i reparti della Wehrmacht dalla Lapponia e dal nord della Norvegia. Contemporaneamente, unità speciali britanniche, appartenenti al corpo dei British Commandos, condussero una serie di incursioni contro le installazioni tedesche in Norvegia, mentre scontri minori e azioni su piccola scala finirono per interessare anche territori remoti come le isole Svalbard o la costa orientale della Groenlandia.
A dispetto del clima ostile, le acque dell'Artico videro un'intensa attività aeronavale durante quasi tutto l'arco del conflitto: in particolare, la Kriegsmarine da un lato e la Royal Navy e le marine militari alleate (soprattutto la Flotta del Nord sovietica, la United States Navy e la Royal Canadian Navy) dall'altro, supportate dalle rispettive forze aeree, ingaggiarono una serrata lotta lungo la rotta tra l'Islanda e Murmansk, utilizzata dagli Alleati per far giungere in URSS massicci quantitativi di armi e materiale bellico ceduti ai sovietici nell'ambito degli accordi Lend-Lease; ripetute furono anche le incursioni dei gruppi navali e delle forze aeree anglo-statunitensi contro le basi navali tedesche nel nord della Norvegia, volte alla caccia e alla distruzione delle principali unità da battaglia della Kriegsmarine.

## Forze in campo e obiettivi strategici

### Germania
Fin dall'inizio del conflitto la Germania dimostrò particolare interesse per la Scandinavia: l'industria siderurgica tedesca dipendeva in larga parte dalle importazioni di minerali ferrosi dalla neutrale Svezia; infatti circa il 70% del ferro di cui abbisognavano i tedeschi proveniva dalle miniere svedesi di Kiruna e Gällivare. Nei mesi estivi il minerale era imbarcato sui mercantili tedeschi nel porto svedese di Luleå; le navi discendendo lungo il golfo di Botnia giungevano poi nei porti tedeschi sul Mar Baltico, che era controllato dalla flotta tedesca ed era al sicuro dagli attacchi navali e aerei degli Alleati. Nei mesi invernali il golfo di Botnia gelava quasi completamente, obbligando i carichi di minerale a seguire un'altra strada: caricati su ferrovia, attraversavano le montagne scandinave e giungevano nel porto di Narvik, posto sulla costa settentrionale della Norvegia a nord del circolo polare artico ma sempre libero dai ghiacci grazie all'influsso della corrente del Golfo, dove venivano imbarcati su mercantili che poi discendevano la lunga costa norvegese alla volta dei porti della Germania settentrionale, mantenendosi all'interno delle acque territoriali norvegesi allo scopo di evitare attacchi da parte delle forze aeronavali britanniche.

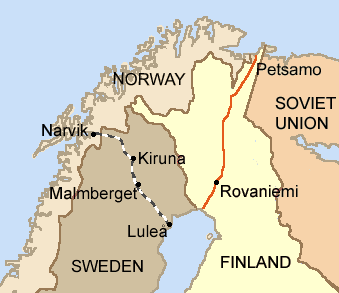
Mappa raffigurante la "via del ferro", la linea ferroviaria che da Kiruna giungeva al porto di Narvik

Un'altra zona di notevole interesse economico per i tedeschi era quella attorno al porto finlandese di Petsamo: oltre a costituire l'unico sbocco della Finlandia sulle acque artiche, la regione ospitava vasti giacimenti minerari di nichel, componente essenziale per la produzione di diversi tipi di acciaio; questo, unito al fatto che Petsamo poteva costituire un'utile base per colpire l'importante porto sovietico di Murmansk, spinse l'alto comando tedesco a stilare piani per una sua occupazione partendo dal territorio norvegese.
Sia l'occupazione di Narvik sia le operazioni contro i convogli navali diretti a Murmansk videro la marina militare tedesca mettere in campo un notevole concentramento di forze. Alle operazioni nell'Artico partecipò una discreta percentuale delle unità da guerra di superficie tedesche: un ruolo di prima fila ebbero le due navi da battaglia veloci della classe Scharnhorst, la Scharnhorst e, in misura minore, la Gneisenau, moderne unità varate nel 1936, veloci e ben corazzate anche se penalizzate dalla dotazione di cannoni calibro 280 mm contro i pezzi da 381 mm delle unità britanniche equivalenti. A queste unità si affiancò anche la nave da battaglia Tirpitz, seconda e ultima unità della classe Bismarck, potente unità armata con otto cannoni da 380 mm, ma il cui impiego fu limitato dagli enormi consumi di carburante necessari per ogni sua sortita. Ruolo centrale nelle operazioni nell'Artico ebbero poi anche tre incrociatori pesanti: il Lützow e l'Admiral Scheer, della classe Deutschland, e l'Admiral Hipper, primo dell'omonima classe, uno dei migliori della sua categoria poiché ben bilanciato nelle sue componenti, anche se carente in fatto di autonomia.

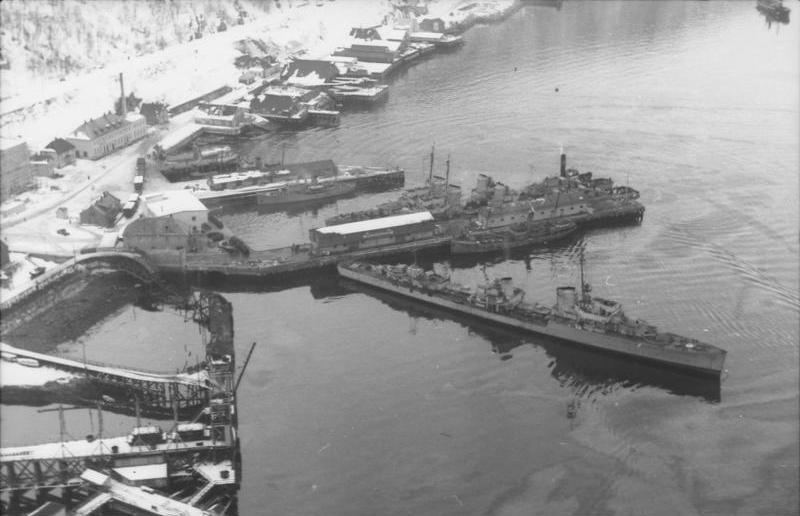
I due cacciatorpediniere tedeschi Diether von Roeder (Z17) e Wolfgang Zenker (Z9) attraccati nel porto di Narvik

La Kriegsmarine disponeva di un gran numero di unità leggere (torpediniere, dragamine, cacciasommergibili) per le operazioni di difesa delle acque costiere e del tranquillo bacino del Baltico, ma allo sviluppo di cacciatorpediniere capaci di operare in mare aperto era stata data una bassa priorità: allo scoppio della guerra vi era un totale di ventidue unità, sedici della classe Zerstörer 1934 e sei della Zerstörer 1936, entrate in servizio tra il 1937 e il 1939, superiori in armamento e velocità alla maggior parte delle equivalenti britanniche, ma afflitte da continui problemi ai motori e con scarse doti nautiche in caso di mare agitato. Dopo l'inizio del conflitto furono realizzate altre quindici unità della classe Zerstörer 1936A, ribattezzata "classe Narvik" proprio perché molte delle sue unità si trovarono a operare nelle acque artiche, dotate di migliori capacità nautiche e dei nuovi cannoni da 150 mm. Contro i convogli artici operarono anche diversi sommergibili tedeschi (principalmente i modelli oceanici delle classi U-Boot Tipo VII e U-Boot Tipo IX) anche se in numero minore rispetto a quelli messi in campo per la battaglia dell'Atlantico.

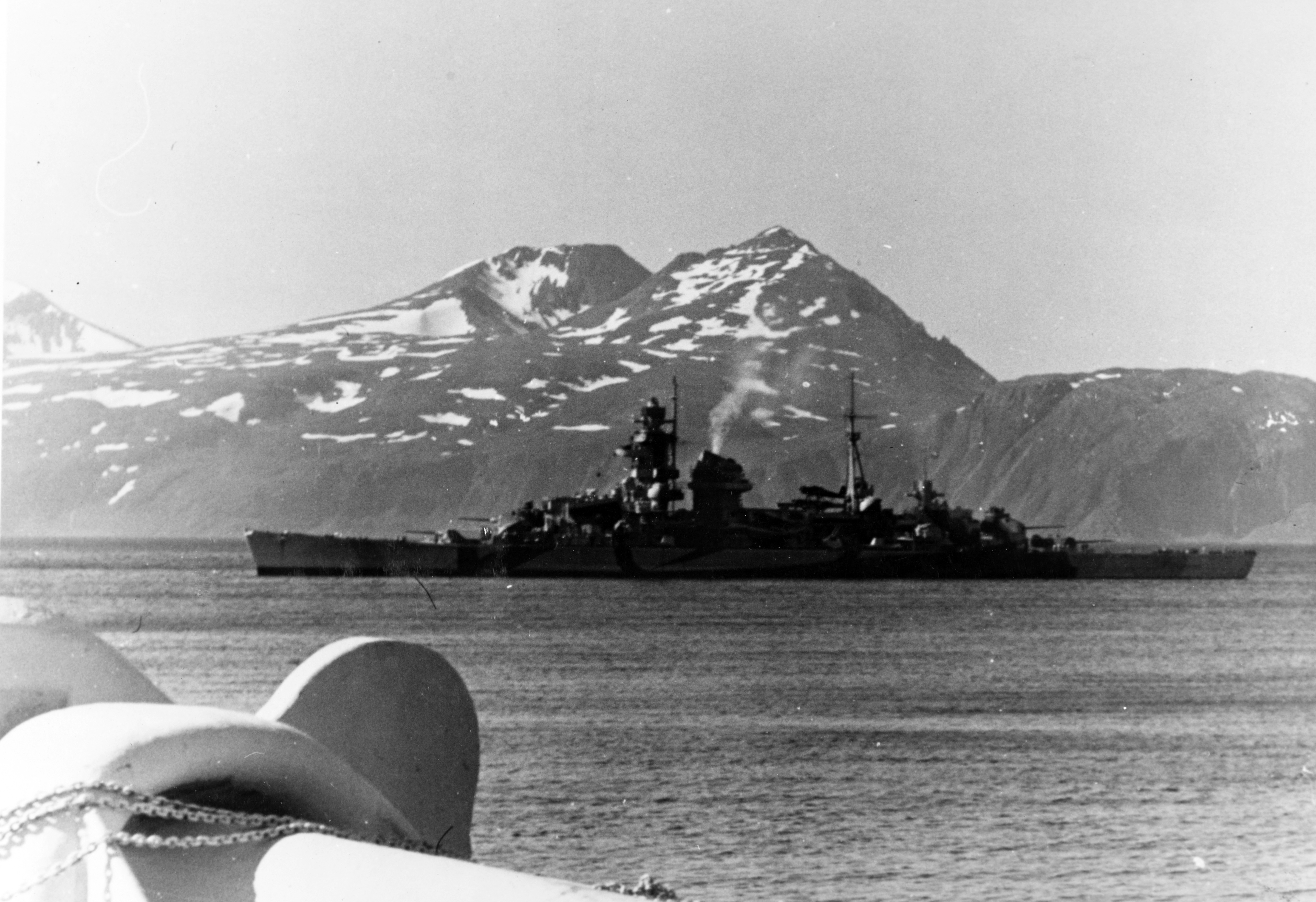
L'incrociatore pesante tedesco Admiral Hipper in un fiordo norvegese

Sul fronte terrestre le operazioni nella zona di Narvik furono portate avanti dalla 3. Gebirgs-Division, la divisione da montagna del generale Eduard Dietl, un'unità formata nel 1938 dopo l'Anschluss con personale del disciolto esercito austriaco. Il buon comportamento di Dietl nella campagna norvegese fece sì che, per l'offensiva contro l'URSS, il generale fosse messo al comando di un corpo d'armata per le operazioni in Lapponia: il Gebirgs-Armeekorps Norwegen, formato con la 2. e 3. Gebirgs-Division, che, unitamente al XXXVI Armeekorps del generale Hans Feige, con la 169. Infanterie-Division e la 6. SS-Gebirgs-Division "Nord", sostenne la maggior parte degli scontri relativi all'offensiva verso Murmansk.
Inizialmente subordinate al comando delle forze tedesche in Norvegia, le unità in Lapponia andarono poi a costituire, nel gennaio del 1942, un'armata a parte (Armee Lappland, dal giugno 1942 20. Gebirgs-Armee), non inserita in un gruppo d'armate ma subordinata direttamente all'OKW, sempre al comando di Dietl. Dopo la morte di questi in un incidente nel giugno 1944 l'armata passò dapprima sotto il generale Lothar Rendulic e successivamente al comando del generale Franz Böhme. Il contributo dell'esercito finlandese alle operazioni in Lapponia fu più contenuto poiché i suoi sforzi principali erano diretti a sud, principalmente in Carelia: il III Corpo d'armata finlandese del generale Hjalmar Siilasvuo, con la 3ª e 6ª Divisione fanteria, collaborò tuttavia alle operazioni delle truppe di Dietl. Anche la Luftwaffe diede il suo contributo alle operazioni nell'Artico, sia in appoggio ai reparti in Lapponia sia negli attacchi al traffico navale: in questo ruolo, oltre ai bombardieri Heinkel He 111 e Junkers Ju 88, impiegati anche come aerosiluranti, e ai bombardieri in picchiata Junkers Ju 87, si distinsero i Focke-Wulf Fw 200, importanti soprattutto per il ruolo di ricognitori ad ampio raggio.

### Alleati

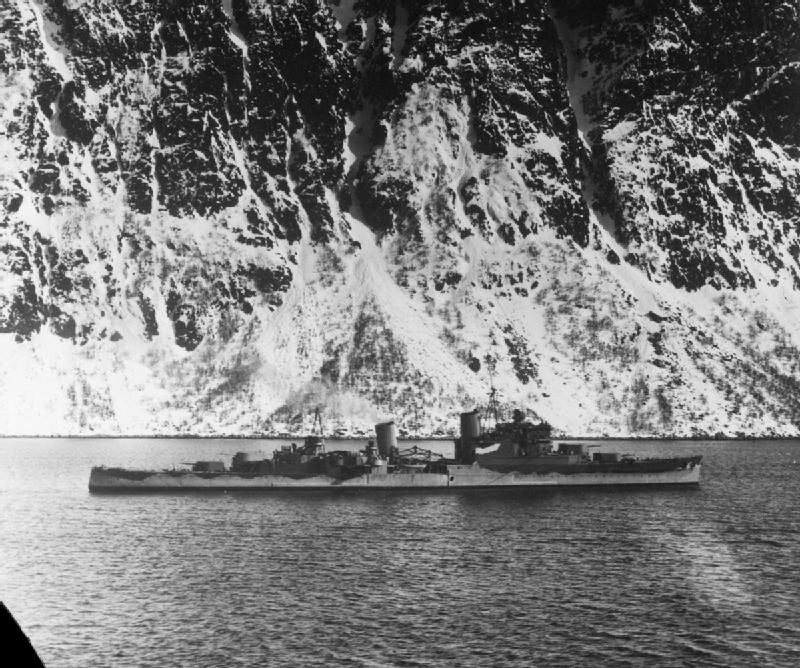
La HMS Southampton (già HMS Polyphemus) nel Topsundet Fjord, Norvegia

Il territorio e le acque scandinave rappresentarono per gli Alleati due importanti obiettivi strategici: il primo era rappresentato dalla necessità di contrastare lo sfruttamento delle risorse minerarie e produttive della Scandinavia da parte dei tedeschi, e questo sia a dispetto dell'occupazione da parte della Germania della Norvegia e la condizione di sua alleata della Finlandia, sia dello status di neutralità che la Svezia mantenne per tutta la durata del conflitto; il secondo era l'interdire l'uso delle basi dalle quali partivano minacce aeree e navali verso i vitali convogli che percorrevano le rotte dell'Atlantico e quelle artiche. Allo scopo, le principali forze impiegate nel teatro dell'Artico furono la squadra da battaglia della Home Fleet britannica, unitamente alle varie pattuglie di unità sottili e sommergibili, le forze aeree appartenenti al Royal Air Force Coastal Command e i bombardieri strategici del Bomber Command della Royal Air Force; molte delle unità navali leggere e delle squadriglie aeree furono condotte da equipaggi appartenenti ai paesi Alleati minori, quali i norvegesi e i polacchi, che operarono largamente nell'area. Infine vennero schierati numerosi reparti speciali, inizialmente solo britannici e successivamente anche norvegesi, per le operazioni contro le zone occupate dai tedeschi, per complessive varie migliaia di uomini; in concomitanza con le operazioni, a questi reparti si unirono molti volontari norvegesi che vennero poi imbarcati insieme agli incursori al termine delle azioni per venire arruolati.

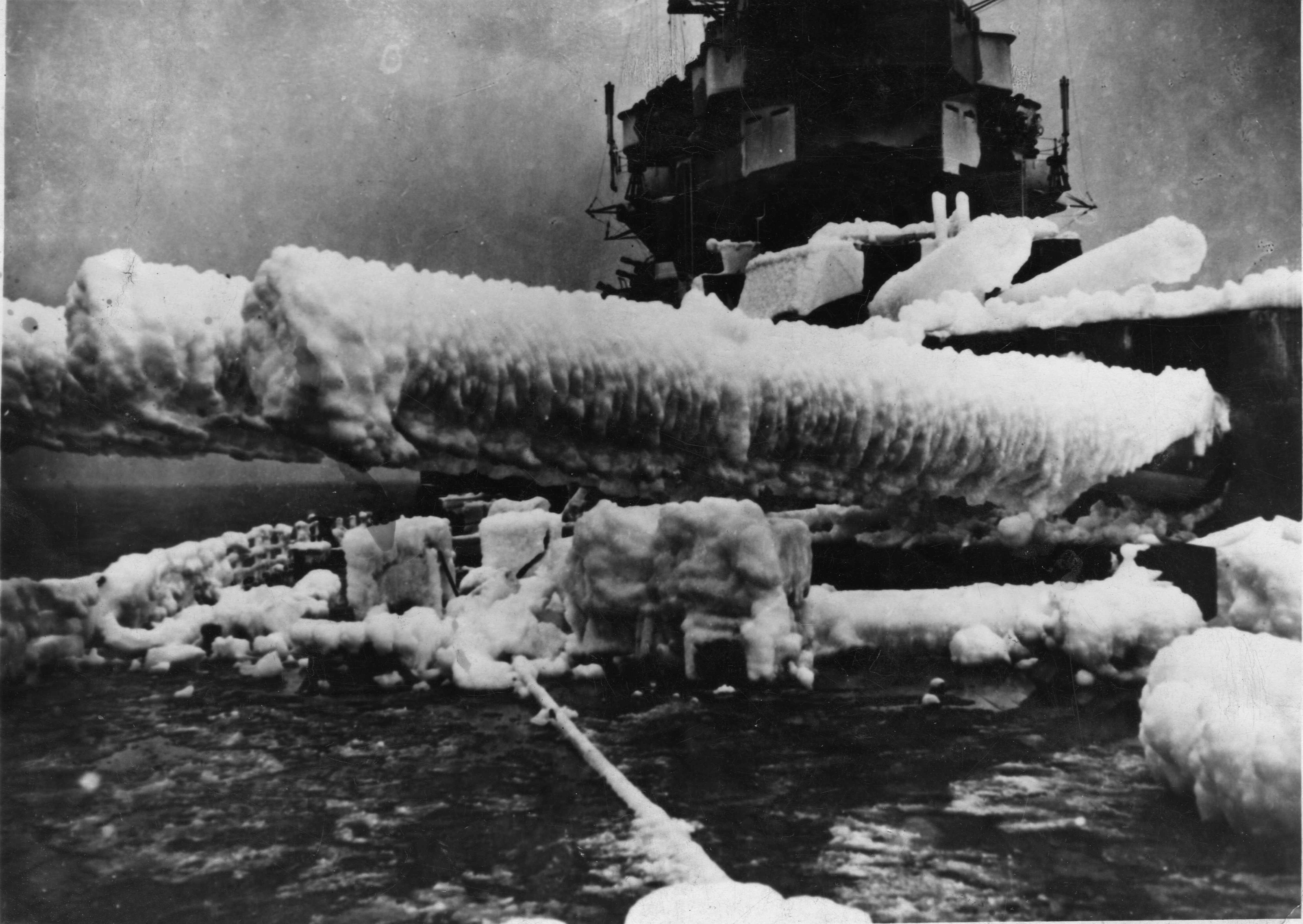
I cannoni gelati della nel Mare del Nord

Allo scoppio delle ostilità, la base di Scapa Flow divenne il centro nevralgico dal quale partivano le missioni del 2nd Battle Squadron, nel quale erano inquadrate le navi da battaglia HMS Royal Oak (tuttavia affondata a Scapa Flow poco dopo l'inizio della guerra dal sommergibile U-47 del tenente di vascello Günther Prien), HMS Royal Sovereign (ammiraglia), HMS Ramillies, HMS Nelson e HMS Rodney, il Battle Cruiser Squadron con gli incrociatori da battaglia HMS Hood, HMS Repulse, HMS Renown, il 18th Cruiser Squadron con gli incrociatori leggeri della classe Town, il comando dei cacciatorpediniere, il comando della forza subacquea, con le unità dislocate a Dundee (2nd Submarine Flotilla) e Blyth (6th Submarine Flotilla), le portaerei di squadra comandate dal viceammiraglio L.V. Wells HMS Ark Royal, HMS Furious e HMS Pegasus, l'aviazione navale e i comandi delle Orcadi e delle Shetland.

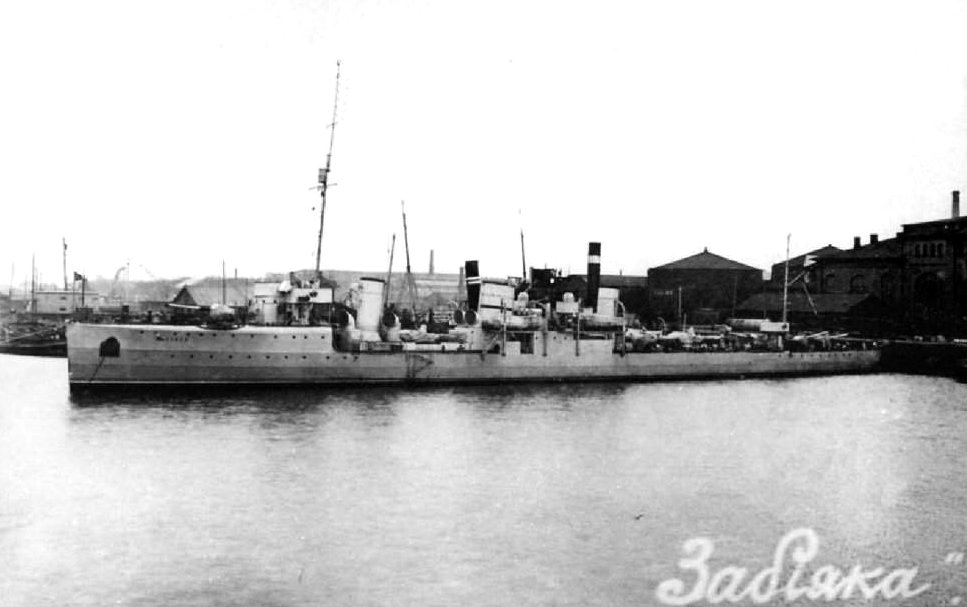
Il cacciatorpediniere sovietico Zabiyaka, della classe Orfej, appartenente alla Flotta del Nord

La base era a portata di aereo dalla costa sud della Norvegia, per cui frequenti erano le missioni aeree dall'una e dall'altra parte, mentre la costa artica, almeno all'inizio delle ostilità, era a portata solo dei velivoli a lungo raggio come i Consolidated PBY Catalina, che però vennero forniti solo più tardi, e i bombardieri, che però non potevano essere scortati dai caccia. Poco dopo lo scoppio della guerra iniziarono a entrare in servizio le navi da battaglia della classe King George V e le scorte vennero rinforzate dai cacciatorpediniere statunitensi ceduti con l'accordo Destroyers for bases agreement e in seguito dalle corvette delle classi Flower e River, lente ma efficaci unità antisommergibili che affiancarono i pescherecci armati messi in linea all'inizio del conflitto. Con l'entrata in guerra degli Stati Uniti d'America, i convogli artici vennero anche scortati da unità navali statunitensi e velivoli statunitensi o norvegesi di base in Islanda.
La difesa delle coste artiche dell'Unione Sovietica era affidata alla Flotta del Nord di base a Murmansk e Arcangelo: creata nel 1916, la flotta era uscita semidistrutta dalla guerra civile russa ed era stata ricostruita solo nell'agosto del 1933 tramite trasferimenti di unità dalle altre flotte sovietiche; retta dall'ammiraglio Arsenij Grigor'evič Golovko per tutta la durata del conflitto, nel giugno del 1941 la flotta poteva mettere in campo otto cacciatorpediniere, cinque della moderna classe Gnevnyj, varati tra il 1936 e il 1937, e tre della più obsoleta classe Orfej risalenti al 1915, diciotto sommergibili, tre della vecchia classe Dekabrist del 1928, sei della più moderna classe Šuka del 1932, tre sommergibili a lungo raggio della classe K del 1938 e sei piccoli battelli costieri della classe M del 1933, sette pattugliatori, due dragamine, quindici cacciasommergibili e due motosiluranti, oltre a 116 velivoli dell'aviazione navale (Aviacija voenno-morskogo flota). La difesa della regione di Murmansk dagli attacchi provenienti dalla Lapponia era sotto la responsabilità della 14ª Armata del tenente generale Valerian Aleksandrovič Frolov, che nel giugno 1941 contava quattro divisioni di fanteria e una divisione corazzata, oltre a varie unità di supporto.

## Principali operazioni

### 1939-40: Petsamo e Narvik

#### La guerra d'inverno

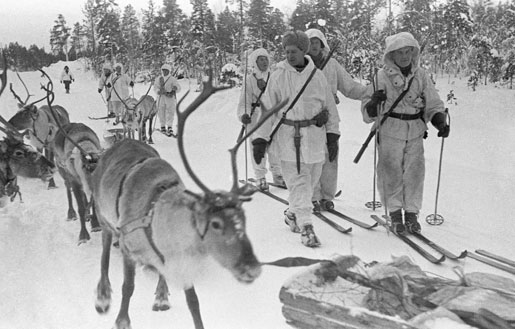
Soldati finlandesi nel territorio di Jäniskoski-Niskakoski durante la guerra d'inverno

Durante la guerra d'inverno uno degli obiettivi strategici sovietici fu quello di isolare la Finlandia da possibili aiuti esterni occupando la porzione settentrionale del paese, dalle frontiere con la Norvegia e la Svezia alla costa settentrionale sul Mare di Barents. All'estremo nord l'attacco fu affidato alla 14ª Armata del generale Frolov, composta dalla 104ª Divisione di fanteria di montagna, dalla 52ª Divisione di fanteria e dal 100º Battaglione corazzato leggero (distaccato dalla 35ª Brigata corazzata leggera). Il compito della 14ª Armata era quello di occupare la regione e il porto di Petsamo, unico sbocco finlandese al Mar Glaciale Artico sempre libero dai ghiacci grazie all'influsso della Corrente del golfo, e marciare verso sud fino a collegarsi con la 9ª Armata che, al comando del generale Michail Duchanov, doveva completare la missione d'isolare la Finlandia da nord marciando dalla frontiera fino all'estremità settentrionale del golfo di Botnia.
Il 27 novembre 1939 il sommergibile sovietico Šč-404, che pattugliava la costa norvegese all'altezza della penisola di Makkaur per controllare i movimenti della flotta norvegese e prevenire l'approccio al fiordo di Varanger e alla penisola di Rybačij alle navi straniere, riferì che la nave scorta norvegese Fridtjof Nansen, insieme alle motosiluranti Aegir e Sleilner, stava dirigendo verso il fiordo di Varanger; l'alto comando sovietico ordinò quindi alla 14ª Armata di catturare anche la parte finlandese delle penisole di Rybačij e Srednij, agendo congiuntamente con la Flotta del Nord, a cui l'ammiraglio Nikolaj Gerasimovič Kuznecov aveva dato ordine di appoggiare l'azione della 14ª Armata con il fuoco delle artiglierie e di impedire qualsiasi tentativo da parte di navi nemiche di entrare nel golfo di Kola e in quello di Motov o di sbarcare truppe sulla costa di Murmansk. Nel pomeriggio del giorno successivo altri sommergibili furono inviati a pattugliare le rotte di avvicinamento al fiordo di Varanger e al golfo di Kola, mentre l'aviazione effettuava voli di ricognizione lungo la costa. Le forze sovietiche impegnate all'estremo nord erano state istruite ad aspettarsi un comportamento ostile da parte della Norvegia ma a non violare il territorio norvegese o svedese in nessun caso, e a non accettare provocazioni.
L'attacco sovietico alla Finlandia iniziò all'alba del 30 novembre 1939: il cacciatorpediniere Karl Liebknecht era stato inviato nella baia di Motka, all'estremità occidentale del golfo di Motov, per coprire col proprio fuoco l'attacco della 14ª Armata all'istmo fra le penisole di Srednij e Rybačij, mentre altri cacciatorpediniere bombardavano obiettivi lungo la costa e un distaccamento di dragamine bloccava l'imbocco del fiordo di Petsamo per impedire la fuga alle imbarcazioni finlandesi. I finlandesi potevano opporre all'attacco della 14ª Armata solo la 10ª Compagnia distaccata di fanteria e la 5ª Batteria distaccata di artiglieria che, impossibilitate a tenere le posizioni nel terreno aperto della tundra, furono forzate ad abbandonare Petsamo senza opporre troppa resistenza. Dopo l'occupazione di Petsamo, la Flotta del Nord continuò i pattugliamenti lungo la costa norvegese per il resto della guerra, mentre la 14ª Armata proseguì la propria marcia dirigendosi verso sud lungo l'autostrada artica alla volta di Rovaniemi, capitale della Lapponia finlandese, ma avanzò per soli 150 chilometri prima di arrestarsi a causa del fallimento della missione della 122ª Divisione della 9ª Armata, con la quale era destinata a congiungersi, che, nella sua avanzata verso Rovaniemi, fu bloccata nella regione di Salla dall'ostinata resistenza del 18º battaglione indipendente finlandese.
Verso la fine di dicembre truppe di sciatori finlandesi lanciarono diversi attacchi contro le linee di rifornimento sovietiche, ma con scarso successo non potendo contare su alcuna copertura nel terreno aperto della tundra. Per contrastarli, il generale Frolov fece costruire lungo l'autostrada artica bunker in legno armati con mitragliatrici e cannoni da 45 mm e fece pattugliare le vie di rifornimento dalle autoblindo. Dopo la fine della guerra, nel marzo 1940, la regione e il porto di Petsamo vennero restituiti alla Finlandia, fatta eccezione per la porzione finlandese della penisola di Rybačij che venne invece annessa all'URSS.

#### Obiettivo Narvik

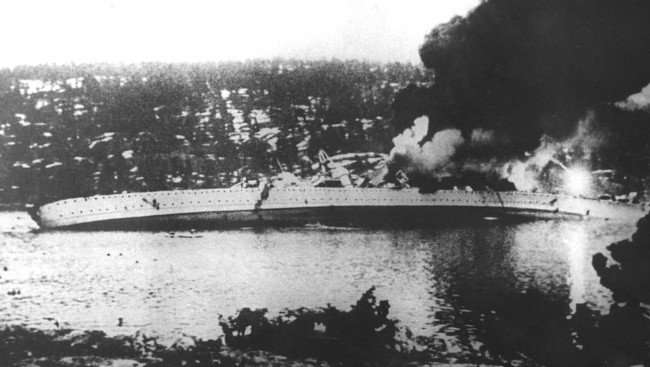
L'incrociatore pesante tedesco Blücher affonda nell'Oslofjord

La Germania, terminata vittoriosamente la campagna di Polonia e in attesa di dare attuazione all'offensiva contro la Francia, rivolse la sua attenzione verso nord e, a seguito dell'incidente dell'Altmark (quando il cacciatorpediniere britannico HMS Cossack abbordò la petroliera tedesca Altmark, al rientro dopo aver accompagnato come nave appoggio la corazzata tascabile Admiral Graf Spee nella sua crociera nell'Atlantico, nelle acque territoriali della Norvegia, all'epoca neutrale) dette il via, il 9 aprile 1940, all'operazione Weserübung, ossia l'invasione della Danimarca e della Norvegia.
La pianificazione dell'operazione Weserübung prevedeva sei punti di sbarco in altrettanti obiettivi ritenuti nevralgici della Norvegia, ognuno riservato a una rispettiva forza d'attacco; alla città di Narvik venne destinato il gruppo 1 (Marinegruppe 1), composto da 2 000 uomini imbarcati su una flottiglia di dieci cacciatorpediniere, comandata dal commodoro Friedrich Bonte, con il compito di sbarcare sulla terraferma e occupare velocemente la città e le sue installazioni portuali; la forza di terra sarebbe stata appoggiata da una squadra navale, comandata dal viceammiraglio Günther Lütjens, della quale facevano parte gli incrociatori da battaglia Scharnhorst e Gneisenau.
Il 9 aprile 1940, precedendo gli Alleati che, a loro volta, avevano pianificato uno sbarco in Norvegia con l'inizio delle operazioni fissato per il giorno 8 aprile, i tedeschi sbarcarono le loro forze di terra in Norvegia, conquistando in una sola giornata tutti gli obiettivi prefissati, patendo tuttavia la perdita dell'incrociatore pesante Blücher durante l'attacco a Oslo e degli incrociatori leggeri Karlsruhe e Königsberg, rispettivamente a Kristiansand ed a Bergen. A Narvik, nonostante la disperata reazione delle due corazzate costiere KNM Eidsvold e KNM Norge, entrambe affondate dai cacciatorpediniere tedeschi, la guarnigione norvegese comandata dal colonnello Konrad Sundlo (seguace del filo nazista Vidkun Quisling) si arrese senza nessuna resistenza.

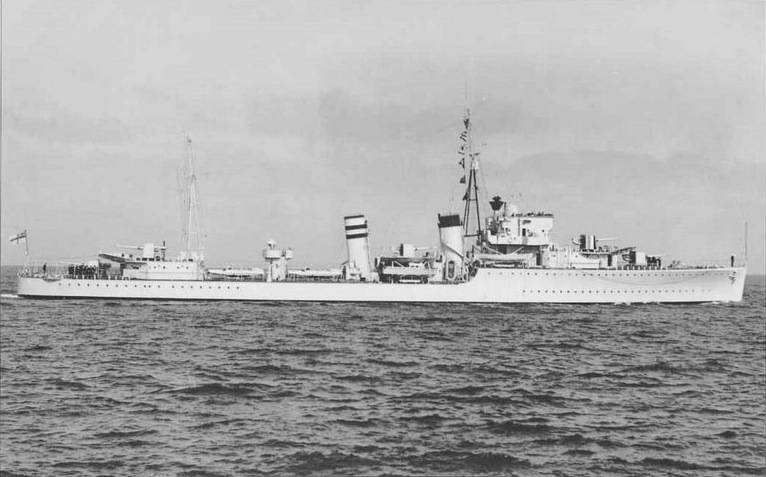
Il cacciatorpediniere britannico HMS Hardy

La reazione della Royal Navy fu immediata e, il 10 aprile, una squadra di cinque cacciatorpediniere britannici classe Hardy, comandata dal capitano Bernard Warburton-Lee, al riparo della nebbia che ne fece ritardare l'avvistamento, risalì l'Ofotfjord in direzione di Narvik e sorprese la squadra tedesca alla fonda; questa infatti, nei piani del commodoro Bonte, avrebbe dovuto fare immediatamente rientro in Germania non appena sbarcate le truppe di terra ma, a causa della mancanza di carburante, dovuta all'arrivo di una sola delle tre petroliere previste, non riuscì a riprendere il mare. Nello scontro che seguì due cacciatorpediniere tedeschi vennero affondati, tre vennero danneggiati e tutte le navi da rifornimento, a eccezione di una, vennero distrutte, mentre i britannici patirono la perdita di due unità; durante i combattimenti entrambi i comandanti delle due squadre trovarono la morte: il commodoro Bonte a bordo della sua nave ammiraglia, il cacciatorpediniere Z21 Wilhelm Heidkamp, durante l'attacco britannico e il capitano Warburton-Lee a bordo del cacciatorpediniere HMS Hardy, durante la fuga.

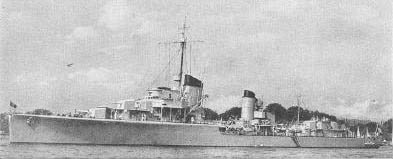
Il cacciatorpediniere tedesco Z2 Georg Thiele, appartenente al Marinegruppe 1, destinato all'attacco verso Narvik

Il 13 aprile una consistente squadra navale britannica, comandata dal viceammiraglio William Whitworth, e appoggiata dalla corazzata HMS Warspite, fece rotta nuovamente verso Narvik e, grazie alla assoluta superiorità di fuoco, affondò tutte le unità tedesche una dopo l'altra, con l'unica eccezione del cacciatorpediniere Z2 Georg Thiele, il quale cercò rifugio nel fiordo di Rombaksbotn; dopo avere danneggiato con un siluro il cacciatorpediniere HMS Eskimo il comandante tedesco, constatato che la nave era rimasta senza munizioni, fu costretto a farla arenare nel fiordo e ad autoaffondarla. La perdita dell'intera flottiglia da sbarco indusse il generale Dietl a raccoglierne i marinai superstiti e a inquadrarli nella propria forza di terra, suddividendoli in cinque battaglioni, in preparazione dell'offensiva che sarebbe stata sferrata, insieme alle altre unità Alleate presenti nella zona di operazioni, dalla 24ª Brigata di fanteria britannica, comandata dal generale Colin Gubbins, imbarcata sulla Warspite e sbarcata a Harstad, ancora in mano alle truppe norvegesi e distante circa 60 chilometri da Narvik.
Il corpo di spedizione francese, comandato dal colonnello Antoine Béthouart, comprendente il 1º Reggimento cacciatori dei Carpazi, composto da profughi polacchi, e il 13º Reggimento della Legione straniera, sbarcò in Norvegia tra il 27 aprile e l'8 maggio e riuscì a occupare Narvik il 27 maggio; le truppe tedesche mantennero tuttavia saldamente il controllo delle alture prospicienti la città e ben presto la mancanza di artiglieria, le continue incursioni dei bombardieri tedeschi, l'arrivo dei rinforzi dalla Germania e soprattutto l'attacco tedesco a occidente verso i Paesi Bassi e la Francia, indussero il comando alleato a rinunciare all'idea di potere sottrarre la Norvegia all'occupazione nemica, disponendo il reimbarco delle truppe che ebbe inizio nella prima settimana di giugno, mentre il re Haakon VII, insieme ai membri del governo, lasciò il paese partendo dalla momentanea capitale Tromsø a bordo dell'incrociatore pesante HMS Devonshire. Durante l'evacuazione gli Alleati patirono la perdita della portaerei HMS Glorious, affondata insieme ai suoi due cacciatorpediniere di scorta l'8 giugno dagli incrociatori da battaglia tedeschi Scharnhorst e Gneisenau.

### 1941: dalle Lofoten al fronte della Lapponia

#### I raid dei Commandos

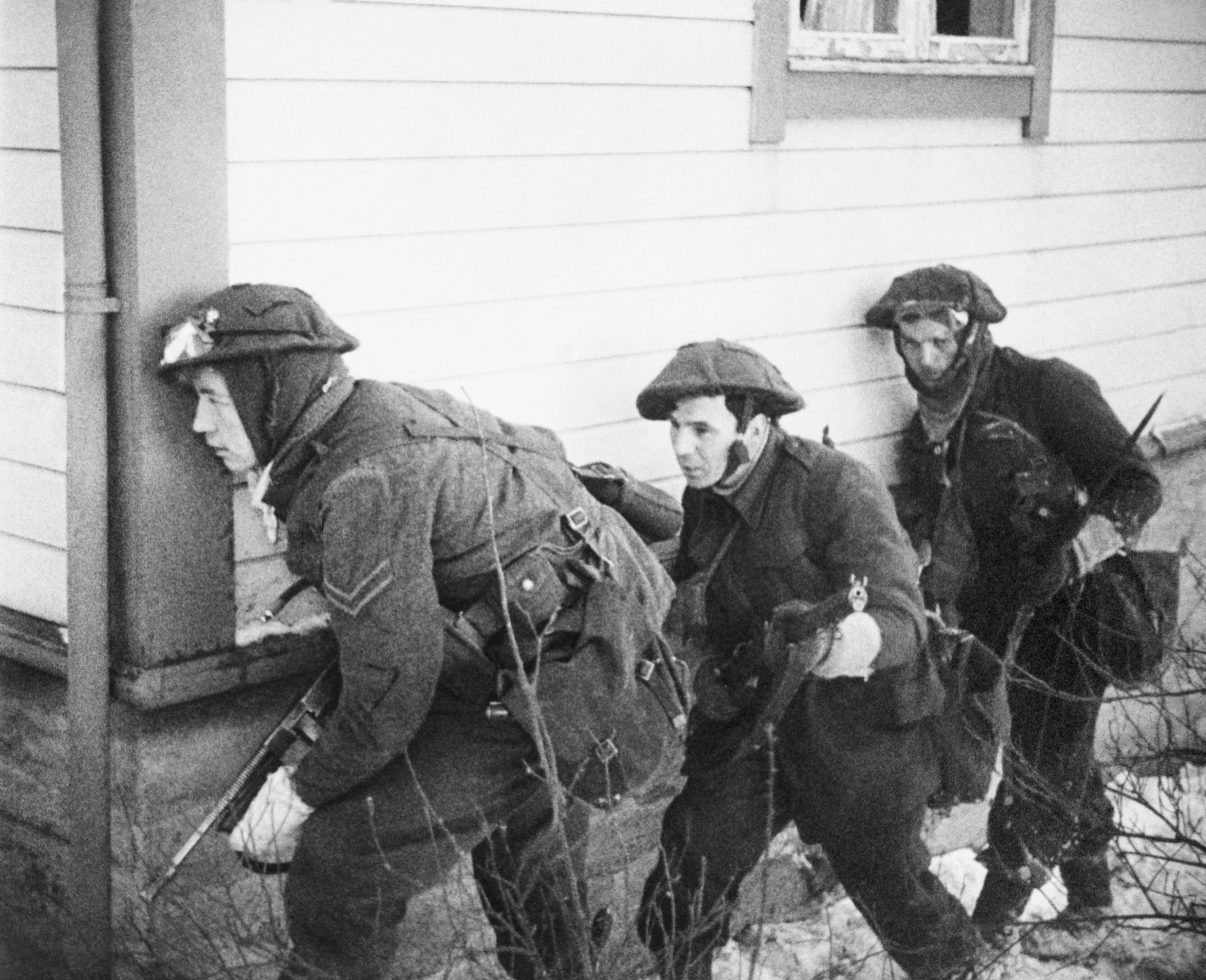
I commandos britannici avanzano tra le strade di Vagsoy

Nel corso del 1941 venne organizzata una serie di operazioni delle forze speciali britanniche, denominate Commandos, allo scopo di compiere azioni di disturbo e per danneggiare impianti e attività degli occupanti tedeschi. Le forze britanniche erano integrate da una componente delle Forze armate norvegesi in esilio, in particolare da un reparto scelto, la Kompani Linge o Norwegian Independent Company 1 (denominazione abbreviata in NORIC1) che prendeva il nome dal suo comandante, capitano Martin Linge.
La prima fu l'operazione Claymore, nella quale una squadra di cacciatorpediniere britannici scortò due trasporti truppe alle Isole Lofoten, che vennero temporaneamente occupate; tutti gli impianti per la produzione di olio di pesce vennero distrutti e 18 000 tonnellate di naviglio tedesco furono affondate. L'azione venne condotta incontrando una scarsa resistenza e alcune centinaia di volontari norvegesi furono trasportati in Gran Bretagna.
A questa seguì l'operazione Gauntlet, effettuata dal 25 agosto al 3 settembre 1941, nella quale un reparto di incursori canadesi occupò l'isola Spitsbergen dell'arcipelago delle Svalbard, in quel momento prive di guarnigione tedesca e dove erano in esercizio delle importanti miniere di carbone e presenti delle notevoli scorte di carburante e olio lubrificante; il tutto venne distrutto, 2 000 lavoratori russi vennero trasportati ad Arcangelo insieme a tutte le attrezzature rimovibili a bordo della nave Empress of Canada, e le otto navi catturate vennero portate in Gran Bretagna. Durante il viaggio di ritorno venne avvistata la nave scuola cannonieri tedesca Bremse, che fu affondata dalla HMS Nigeria a sua volta danneggiata probabilmente da una mina.
Ancora nel dicembre 1941 fu lanciata l'operazione Anklet, un nuovo raid di forze navali e terrestri senza alcun supporto aereo sulle Lofoten a scopo di disturbo che comunque fruttò un esemplare della macchina Enigma, 200 volontari norvegesi e leggeri danni all'incrociatore HMS Arethusa a causa di una bomba lanciata da un idrovolante tedesco, con la lezione che un'operazione navale non poteva essere lanciata senza un supporto aereo. Anklet era in realtà un'operazione diversiva all'operazione Archery, da attuarsi sull'isola di Vågsøy; questa vide una forza di 570 uomini, appoggiati da un incrociatore e quattro cacciatorpediniere e da una squadriglia della Royal Air Force, attaccare la guarnigione tedesca in combattimenti casa per casa, che provocarono numerose perdite sia tra gli attaccanti sia maggiormente tra i difensori, e distruggere le installazioni per la produzione di esplosivi e dieci navi presenti in porto; otto aerei della RAF vennero comunque abbattuti e tra gli incursori morti figurò anche il capitano Linge. Hitler in seguito a queste operazioni inviò 30 000 uomini in Norvegia per contrastare la minaccia di un possibile sbarco britannico, che avrebbe potuto anche indurre la Svezia a schierarsi a fianco degli Alleati.

#### L'attacco all'URSS

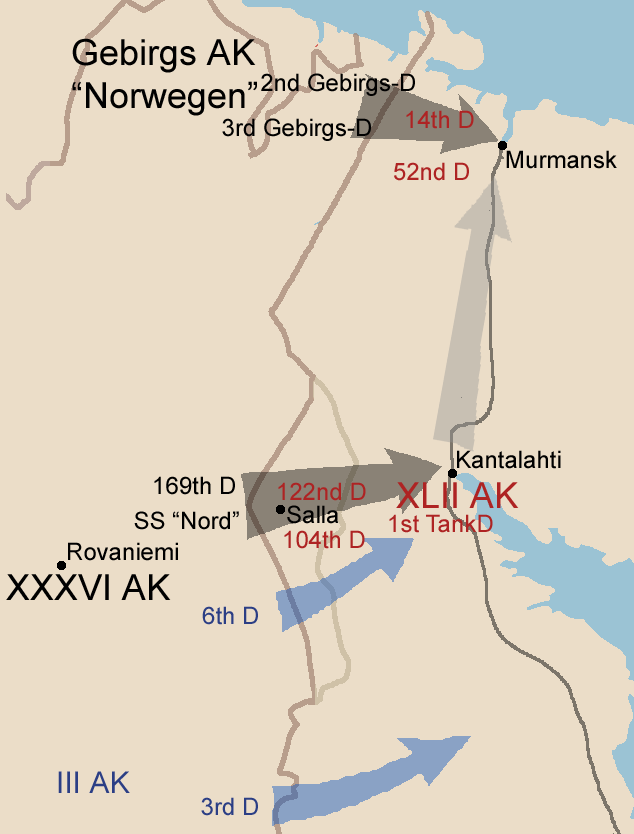
Mappa dell'operazione Volpe d'argento

Nell'estate 1941 la Wehrmacht lanciò l'operazione Volpe d'argento con l'obiettivo di raggiungere e occupare la città di Murmansk, sul mare di Barents, allo scopo strategico di togliere all'Unione Sovietica l'unico porto sull'oceano Artico sempre libero dai ghiacci e interrompere la linea ferroviaria che univa la città a Leningrado. Il comando dell'operazione fu affidato al generale Eduard Dietl che, al comando del "Corpo d'armata da montagna Norvegia" (Gebirgs Alpenkorps Norwegen) composto dalla 2. e 3. Gebirgs-Division, avrebbe dovuto sia assicurare la protezione della regione di Petsamo, con le sue importanti miniere di nichel, sia avanzare verso est fino a occupare Murmansk.
L'operazione prese il via il 29 giugno 1941 ma la natura del terreno, una tundra priva di vegetazione e di strade percorribili ma cosparsa di laghi e di acquitrini, l'assenza di forze aeree e la scarsità di artiglieria, unite alla resistenza dei reparti dell'Armata Rossa a presidio della regione, resero estremamente difficoltosa l'avanzata che dovette essere arrestata il 17 luglio, dopo che erano stati coperti solo 55 chilometri dei circa 100 che separavano Kirkenes da Murmansk; identica sorte subì il 3º Corpo d'armata finlandese, incaricato di attaccare a sud, in direzione di Kantalhati. Tra l'8 e il 19 settembre i tedeschi tentarono altri due attacchi ma, dopo una breve avanzata, dovettero ripiegare sulla sponda occidentale della Zapadnaja Lica. Il 7 novembre, i sovietici lanciarono un contrattacco, che fu tuttavia respinto così come quello portato il 21 dicembre, in concomitanza con il contrattacco sferrato di fronte a Mosca per fermare l'operazione Tifone.
Nell'aprile 1942 la 14ª Armata sovietica del tenente generale Frolov lanciò un'offensiva con l'obiettivo di distruggere le forze tedesche presenti nella regione, che costituivano ancora una minaccia per la città di Murmansk, ma l'azione venne fermata dalla resistenza tedesca e, il 10 maggio, l'attacco dovette essere interrotto. Il fronte all'estremo nord era fermo, e lo sarebbe rimasto fino alla resa della Finlandia, avvenuta il 19 settembre 1944, quando le truppe tedesche ripiegarono in Norvegia. La mancata conquista del porto di Murmansk ebbe un'influenza determinante sull'esito dell'intera operazione Barbarossa, in quanto, nei successivi tre anni, vi affluirono incessantemente navi alleate cariche di rifornimenti, i quali contribuirono a sostenere lo sforzo bellico sovietico fino al termine della guerra.
Alla difesa della città e dei convogli nella fase dell'avvicinamento finale concorsero anche delle squadriglie della Royal Air Force. Precisamente dal 7 settembre al 22 ottobre 1941 operò il No. 151 Wing della RAF, dotato di caccia Hawker Hurricane. Anche due squadriglie, No. 144 Squadron e No. 455 Squadron, della Royal Australian Air Force operarono brevemente nel 1942 in una sola missione con gli Handley Page HP.52 Hampden convertiti in aerosiluranti da Vaenga nell'ambito della operazione Orator, per supportare il convoglio PQ-18; questi reparti subirono pesanti perdite durante il trasferimento e cedettero successivamente i velivoli superstiti alla Voenno-vozdušnye sily SSSR.

#### Prime operazioni navali

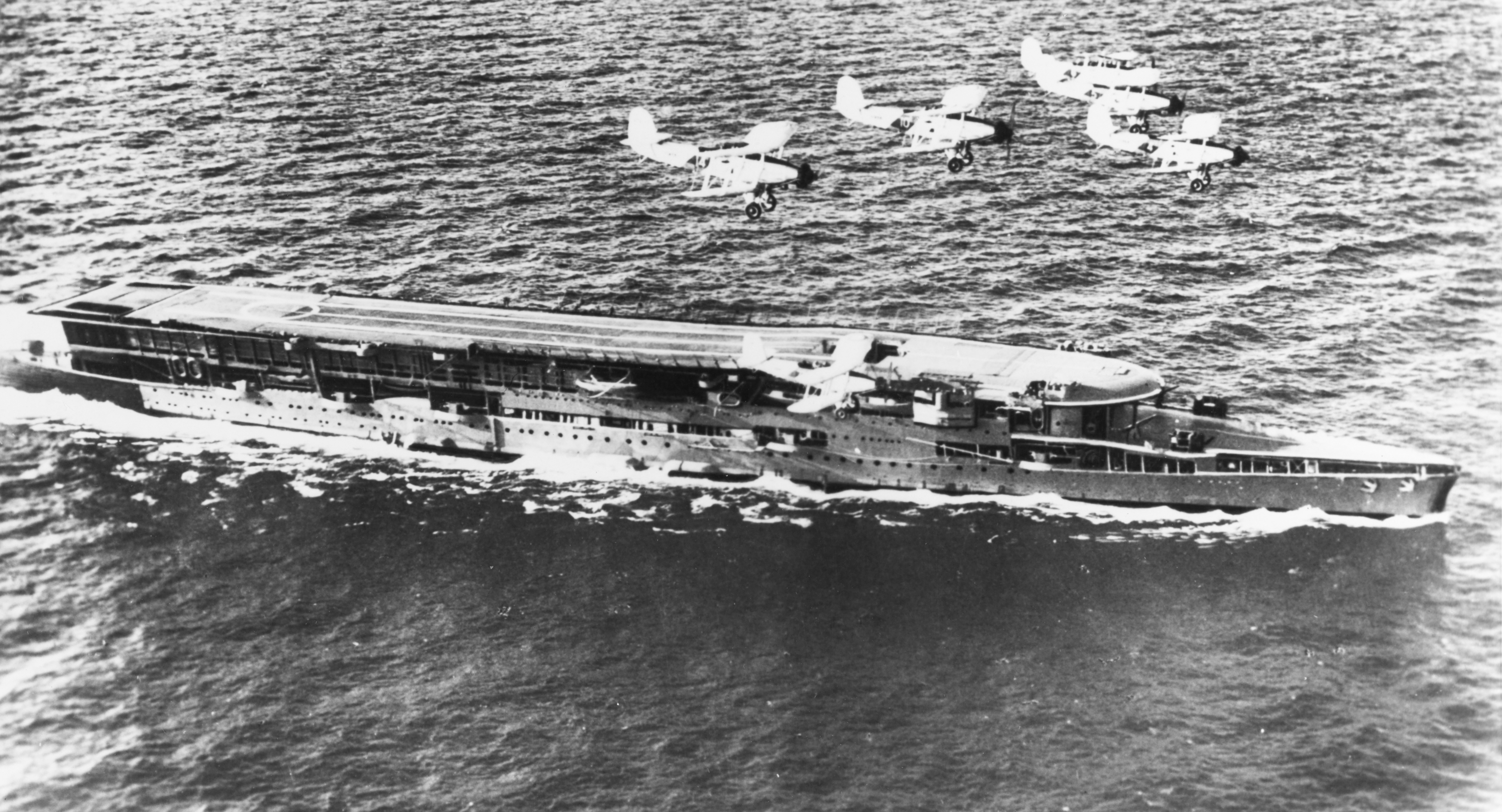
La portaerei britannica Furious partecipò al raid sui porti di Kirkenes e Petsamo

Per sostenere le operazioni delle truppe del generale Dietl sul fronte lappone la Kriegsmarine dislocò sul finire di giugno i cinque cacciatorpediniere della 6ª Flottiglia (Karl Galster, Hermann Schoeman, Friedrich Eckoldt, Hans Loyd e Richard Beitzen) nel porto norvegese di Kirkenes, una buona base di partenza per incursioni contro le coste artiche sovietiche. Il 10 luglio, divisi in due gruppi, i cacciatorpediniere tedeschi intrapresero un'incursione lungo la costa della penisola di Kola: al largo di Teriberka il Loyd, il Galster e il Beitzen attaccarono un piccolo convoglio sovietico affondando il pattugliatore Passat e un peschereccio, ma gli altri due cacciatorpediniere, spintisi fino a Iokanga, non trovarono bersagli da attaccare. Il 20 luglio una massiccia incursione della Luftwaffe su Murmansk portò all'affondamento del cacciatorpediniere sovietico Stremitel'nyj e del pattugliatore Shtil e, tre giorni più tardi, la 6ª Flottiglia tedesca affondò il pattugliatore Meridian in una nuova incursione tra Iokanga e Teriberka. Quello stesso giorno un posamine britannico carico di materiale bellico iniziò la traversata del mare del Nord verso Arcangelo, prima unità marittima alleata a intraprendere questa rotta.
Il 29 luglio quattro cacciatorpediniere tedeschi salparono per compiere un'incursione nello stretto di Kara, ma la missione fu cancellata quando furono avvistati alcuni aerei britannici: erano l'avanguardia della "Force P" dell'ammiraglio Frederic Wake-Walker, composta dalle portaerei HMS Victorious e HMS Furious, dagli incrociatori HMS Devonshire e HMS Suffolk e da sei cacciatorpediniere, salpata il 26 luglio dall'Islanda e diretta verso le coste artiche norvegesi per un'incursione contro i porti controllati dai tedeschi. Il 30 luglio aerei della Furious bombardarono la rada di Petsamo dove affondarono una nave cargo, mentre apparecchi della Victorious attaccarono Kirkenes dove affondarono un altro mercantile e ne incendiarono un terzo; in definitiva i danni inflitti furono pochi e la forza britannica accusò la perdita di sedici aerei abbattuti dalla contraerea o dai caccia nemici.
Il 9 agosto 1941 tre cacciatorpediniere tedeschi compirono una nuova incursione all'imboccatura del fiordo di Kola, dove affondarono il guardacoste sovietico Tuman dopo un lungo combattimento; sulla via del ritorno le unità tedesche finirono però sotto il fuoco delle batterie costiere e di una formazione di aerei sovietici: il Beitzen, rimasto danneggiato, dovette rientrare in patria per le riparazioni. Il 25 agosto seguente due incrociatori e tre cacciatorpediniere della Home Fleet scortarono il transatlantico RMS Empress of Canada alle Svalbard, onde evacuarne la popolazione e rendere inutilizzabili le locali miniere di carbone (operazione Gauntlet); sulla via del ritorno i due incrociatori Nigeria e HMS Aurora furono distaccati per un'incursione contro le coste norvegesi, affondando il 6 settembre al largo del fiordo di Porsanger la nave scuola per artiglieri Bremse, di scorta a un convoglio tedesco.
Entrambi i contendenti avevano ormai iniziato a impiegare i sommergibili per i loro attacchi: la Flotta del Nord aveva dislocato i suoi battelli al largo delle coste norvegesi fin dall'inizio delle ostilità, anche se il primo successo si ebbe solo il 12 settembre 1941 quando lo Shch-442 silurò il piroscafo Ottar Jarl nel Tanafjord; per parte loro, i britannici trasferirono il 12 agosto i sommergibili Tigris e Trident a Poljarnyj, vicino a Murmansk, iniziando a operare a fianco dei nuovi alleati. I primi U-Boot tedeschi fecero la loro comparsa a metà agosto, quando diversi battelli iniziarono a operare al largo della penisola di Kola.

#### La Groenlandia

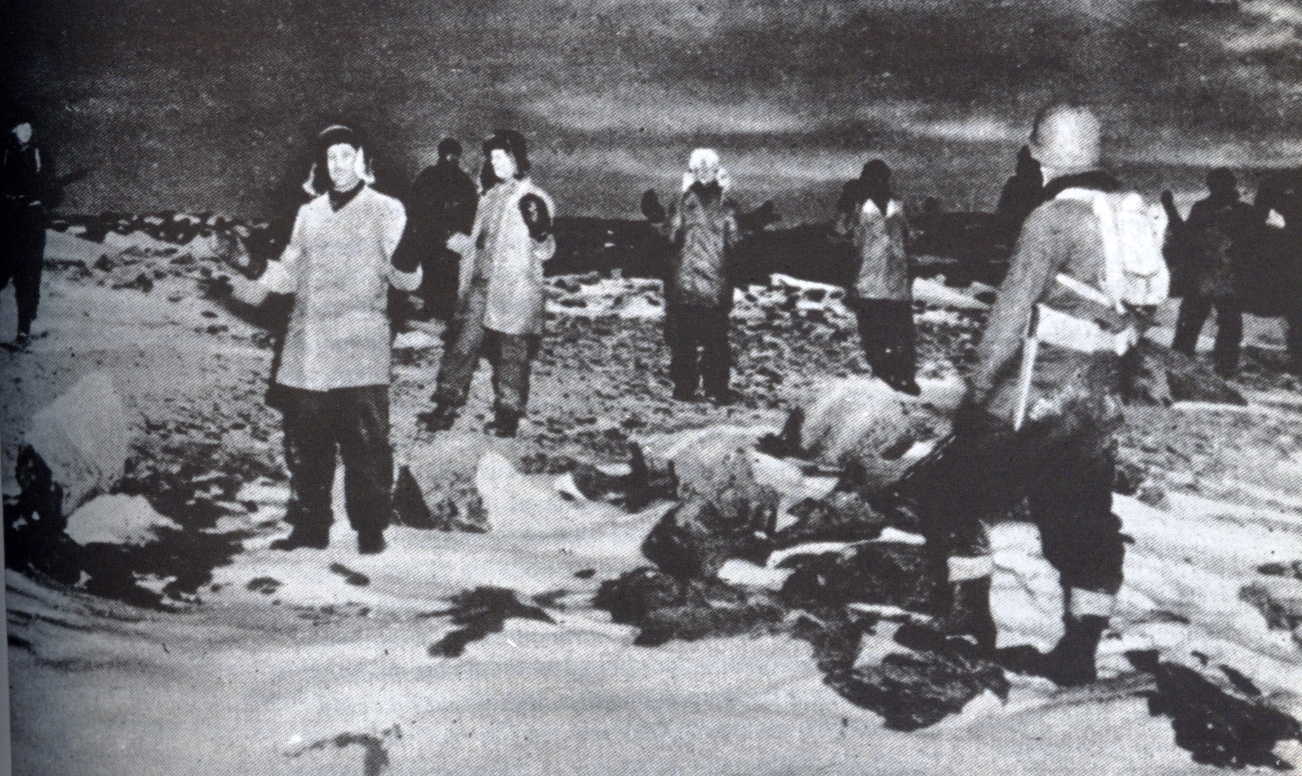
La cattura dei militari tedeschi in servizio alla stazione meteorologica Edelweiss II da parte dei marine statunitensi il 4 ottobre 1944

La Groenlandia inizialmente fu dichiarata indipendente dalla Danimarca nel 1940 dal suo governatore Eske Brun che il 9 aprile 1941 siglò un accordo con gli Stati Uniti che di fatto la rendevano un protettorato. Vi furono anche dei tentativi tedeschi di installare delle stazioni meteorologiche nell'isola, ma il personale venne catturato da una forza di pattugliamento locale, conosciuta come Sledge Patrol, nel 1943.
Il 7 giugno 1941 l'isola, con il consenso del governo danese, venne occupata da una brigata di marines americani, prima dell'effettiva entrata in guerra degli Stati Uniti, avvenuta il 7 dicembre dello stesso anno a causa dell'attacco giapponese a Pearl Harbor, che portò alla cattura di alcuni militari del servizio meteorologico tedesco; durante le operazioni di sbarco due cacciatorpediniere vennero silurati dagli U-Boot e uno di questi affondò. Nello stesso periodo, oltre all'occupazione terrestre, vennero dislocate sull'isola basi navali americane, dove furono inviate unità di guardacoste e cacciatorpediniere, adibite alla scorta dei convogli navali in transito a nord dell'Islanda.
Anche gli Alleati usarono l'isola per le previsioni meteorologiche nel periodo dello sbarco in Normandia. Il cutter USGCC Northland fu una delle unità della United States Coast Guard a operare in area, catturando un peschereccio norvegese, il Buskoe, che operava per la Germania, poi un U-Boot e alcune stazioni radio e meteo.

### 1942-43: la guerra dei convogli

#### I convogli artici

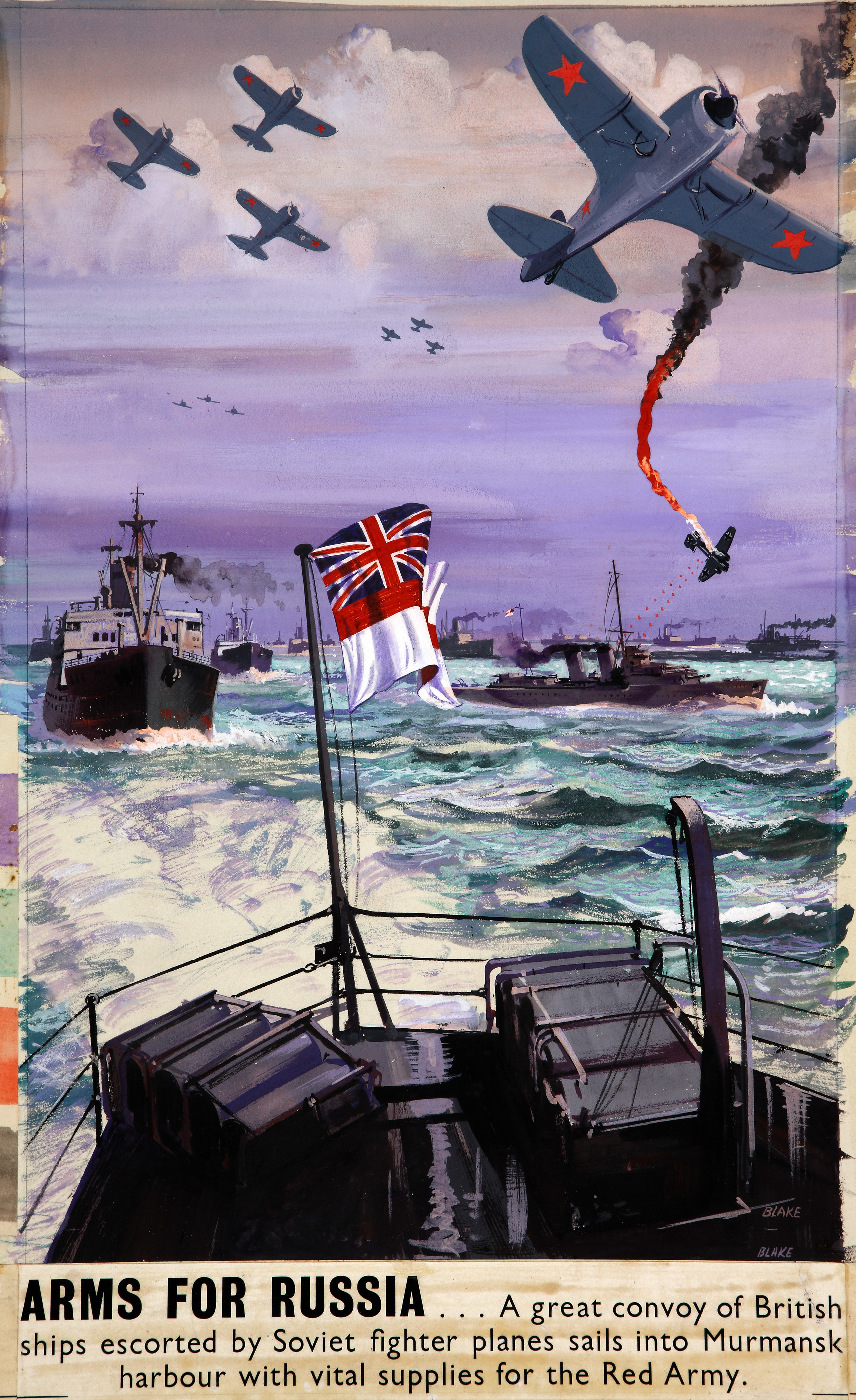
Un poster britannico del tempo di guerra con tema i convogli artici

Il 21 agosto 1941 salpò dal Hvalfjörður in Islanda il convoglio Dervish, la prima spedizione di aiuti inviata via nave dal Regno Unito all'Unione Sovietica: il convoglio, composto da sei mercantili e una petroliera, fu scortato dalla portaerei Victorious e dagli incrociatori Devonshire e Suffolk, arrivando infine nel porto di Arcangelo il 31 agosto seguente senza essere stato oggetto di attacchi tedeschi; l'operazione era stata organizzata principalmente per motivi propagandistici (mostrare il sostegno britannico ai nuovi alleati sovietici), ma servì anche a dimostrare la fattibilità dei collegamenti navali tra il Regno Unito e i porti artici dell'URSS. Il 28 settembre 1941 iniziò il servizio di collegamento vero e proprio tra i due paesi quando il convoglio QP 1 salpò da Arcangelo alla volta dell'Islanda, seguito il giorno seguente dal PQ 1 diretto in senso opposto; anche quando altre vie di rifornimento vennero infine aperte a metà 1942 (il cosiddetto "corridoio persiano" tra il Golfo Persico e il mar Caspio attraverso il territorio dell'Iran occupato, e la rotta Vladivostok-Stati Uniti attraverso l'oceano Pacifico settentrionale che tuttavia, per l'ostilità giapponese, poteva essere usata solo per rifornimenti non militari), la rotta artica rimase quella più rapida per far giungere materiale bellico ai sovietici (in particolare i massicci afflussi di aerei e veicoli di produzione statunitense, ottenuti grazie al programma Lend-Lease), anche se si dimostrò la più pericolosa sia per le condizioni climatiche sia per le azioni del nemico.
Il contrasto tedesco ai convogli artici si sviluppò lentamente, anche per via dell'esiguo numero di mezzi aerei e navali dislocati inizialmente nella Norvegia settentrionale: il 20 dicembre 1941 i cacciatorpediniere tedeschi Z23, Z24, Z25 e Z27 dell'8ª Flottiglia ingaggiarono la scorta del convoglio PQ 6 diretto a Murmansk, danneggiando un dragamine britannico ma ritirandosi quando sulla scena comparvero l'incrociatore HMS Kent e due cacciatorpediniere sovietici; il 25 dicembre seguente la Kriegsmarine formò il primo "branco di lupi" nelle acque artiche (Ulan) con i sommergibili U-134, U-454 e U-584, che il 2 gennaio 1942 ottenne il suo primo successo affondando il mercantile sovietico Waziristan, rimasto separato dal convoglio PQ 7a. Il 17 gennaio 1942 il gruppo Ulan organizzò il primo attacco di massa a un convoglio artico, il PQ 8, e lo U-454 riuscì a danneggiare un cargo e ad affondare il cacciatorpediniere britannico HMS Matabele; l'azione convinse il comandante della Home Fleet ammiraglio Tovey a distaccare permanentemente un gruppo navale britannico a Murmansk e a fare pressioni sui comandi della Flotta del Nord perché collaborassero di più alla scorta dei convogli.

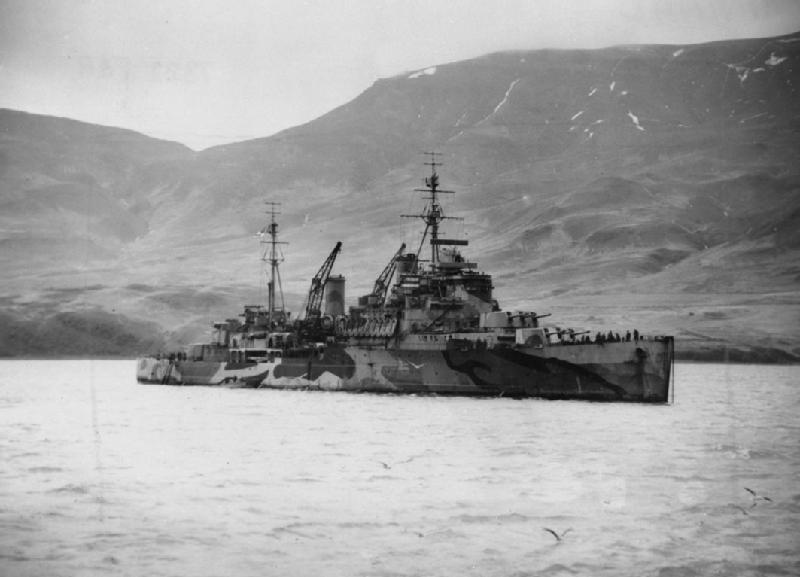
L'incrociatore nel Hvalfjörður in Islanda

Il 1º marzo 1942 i 16 mercantili del convoglio PQ 12 lasciarono Reykjavík scortati a distanza dalla nave da battaglia HMS Duke of York, dall'incrociatore da battaglia Renown, dall'incrociatore pesante Kenya e da nove cacciatorpediniere, mentre contemporaneamente i quindici cargo del QP 8 salpavano da Murmansk in senso opposto scortati dall'incrociatore HMS Nigeria, dai cacciatorpediniere sovietici Gremjashchi e Gromki (quest'ultimo costretto a rientrare a causa dei gravi danni provocati dal mare in tempesta) e da alcuni dragamine e corvette britanniche. Il vasto concentramento navale venne rilevato dai ricognitori FW 200 della Luftwaffe, e il 6 marzo la corazzata Tirpitz, appena arrivata in teatro, lasciò Trondheim con la scorta di quattro cacciatorpediniere (operazione Sportpalast); l'uscita della nave fu segnalata da un sommergibile britannico, e l'ammiraglio Tovey prese subito il mare da Scapa Flow con la corazzata HMS King George V, la Victorious e l'incrociatore Sheffield. Il cattivo tempo e la visibilità pessima fecero sì che Tovey mancasse l'intercettamento, mentre da parte loro i tedeschi riuscirono ad affondare solo un mercantile rimasto separato dal QP 8; sulla via del ritorno la Tirpitz fu attaccata senza esito da dodici aerosiluranti della Victorious, mentre a sua volta la portaerei britannica sfuggì al bombardamento da parte di tre Ju 88 della Luftwaffe.

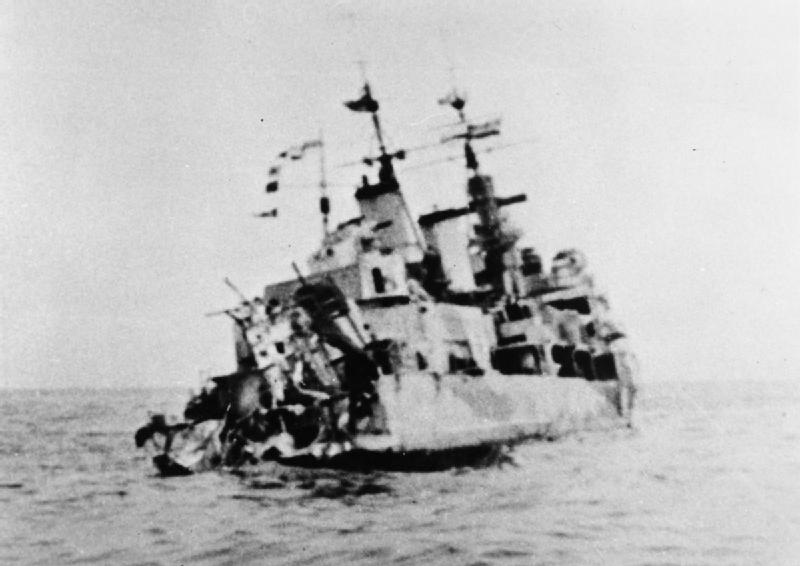
L'incrociatore dopo essere stato silurato dai tedeschi

Il 18 marzo seguente i diciotto mercantili del PQ 13 lasciarono l'Islanda mentre da Murmansk salpava il QP 9 con ventun cargo; i due convogli si imbatterono in una vasta tempesta e finirono con il disperdersi, mentre dieci U-Boot e tre cacciatorpediniere tedeschi salpavano a caccia delle unità nemiche. Il 24 marzo la corvetta Sharpshooter del QP 9 speronò e affondò il sommergibile U-665, ma il 28 marzo gli Ju 88 colarono a picco due mercantili rimasti isolati; il mattino del 29 marzo i tre cacciatorpediniere Z24, Z25 e Z26 entrarono in contatto con i dispersi del PQ 13, affondando un cargo ma venendo poi affrontati dall'incrociatore HMS Trinidad e dal cacciatorpediniere HMS Fury: lo Z26 venne gravemente danneggiato dal Trinidad, ma quando questi lanciò un siluro per finirlo l'ordigno, probabilmente a causa del freddo, ebbe un malfunzionamento e, compiuta un'inversione a U, colpì lo stesso incrociatore causando gravi danni e trentadue morti tra l'equipaggio; i due superstiti cacciatorpediniere tedeschi recuperarono i naufraghi dello Z26, affondato poco dopo, e dopo aver danneggiato gravemente il sopraggiunto cacciatorpediniere HMS Eclipse rientrarono alla base. Due ulteriori mercantili furono affondati dagli U-Boot, mentre altri quattro andarono perduti in incursioni aeree dopo essere giunti a Murmansk; il Trinidad, provvisoriamente riparato, lasciò la base sovietica il 13 maggio 1942 ma venne subito avvistato dalla Luftwaffe e, gravemente danneggiato dagli Ju 88, fu autoaffondato dall'equipaggio nella posizione 73°37′N 23°27′E. Si contarono ottanta morti, un quarto dei quali erano superstiti dell'incrociatore Edinburgh, affondato il 30 aprile.
L'8 aprile 1942 il convoglio PQ 14, forte di 24 mercantili, salpò dall'Islanda mentre due giorni più tardi il QP 10 lasciava Murmansk con quindici cargo; i cacciatorpediniere tedeschi mancarono l'intercettamento ma gli U-Boot e i bombardieri colarono a picco sei mercantili, mentre ben sedici cargo e due dragamine di scorta del PQ 14 dovettero tornare indietro perché danneggiati da formazioni di ghiaccio all'altezza dell'isola di Jan Mayen. Il 26 aprile seguente il PQ 15 salpò dall'Islanda con 25 mercantili scortati da un imponente gruppo navale della Home Fleet, comprendente anche per la prima volta un distaccamento di navi statunitensi con la corazzata USS Washington, gli incrociatori pesanti USS Wichita e USS Tuscaloosa e quattro cacciatorpediniere, mentre due giorni più tardi i tredici cargo del QP 11 lasciavano Murmansk; i ricognitori tedeschi avvistarono quest'ultimo convoglio e vi diressero contro un gruppo di sette U-Boot e tre cacciatorpediniere. Il pomeriggio del 30 aprile lo U-456 danneggiò gravemente l'incrociatore HMS Edinburgh, capo-scorta del QP 11, mentre i cacciatorpediniere Hermann Schoemann, Z 24 e Z 25 cercavano di attaccare il convoglio, affondando un mercantile e danneggiandone un secondo prima di venire respinti dal resto della scorta; in seguito le tre unità tedesche si recarono sul luogo del siluramento dello Edinburgh, rimasto indietro: i tedeschi diedero il colpo di grazia all'incrociatore e danneggiarono due cacciatorpediniere che lo assistevano, ma lo Schoemann fu a sua volta gravemente danneggiato dai colpi dell'artiglieria britannica che infine ne causarono l'affondamento. Per l'occasione lo Edinburgh trasportava segretamente un carico di 4 570 chili d'oro russo in pagamento parziale delle forniture di armi che affondò con la nave: fu recuperato solo in due spedizioni tra fine 1981 e 1986. Il resto del QP 11 raggiunse l'Islanda senza subire altre perdite.

#### Il convoglio PQ-17

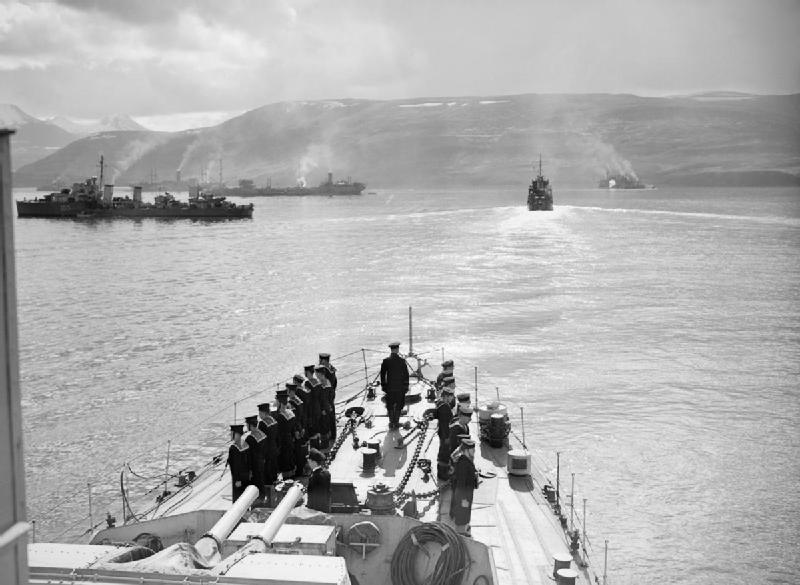
La partenza del convoglio dal porto di Hvalfjörður

Il 27 giugno 1942 dal porto islandese di Hvalfjörður prese il mare il convoglio alleato denominato in codice PQ-17 con destinazione Arcangelo; tale convoglio era composto da 36 mercantili e una petroliera per il rifornimento in mare della scorta e il suo carico, destinato all'Unione Sovietica, era quasi totalmente formato da materiale bellico, ossia carri armati, aerei, camion e altro equipaggiamento per un totale di 188 000 tonnellate e un valore di circa 700 milioni di dollari dell'epoca. Dato il suo valore venne allestita una potente scorta divisa in tre squadre: la prima, per la scorta ravvicinata, comandata dal capitano di vascello Jack Broome, costituita da sei cacciatorpediniere, quattro corvette e tre dragamine, la seconda, comandata dall'ammiraglio Louis Keppel Hamilton, composta dagli incrociatori britannici HMS Norfolk e HMS London, dagli incrociatori statunitensi USS Tuscaloosa e Wichita e da tre cacciatorpediniere, e la terza, comandata dall'ammiraglio John Tovey, comandante in capo della Home Fleet, comprendeva la portaerei britannica HMS Victorious, la corazzata HMS Duke of York, gli incrociatori HMS Cumberland e HMS Nigeria, la nave da battaglia statunitense USS Washington e nove cacciatorpediniere mentre a distanza seguiva, insieme alle restanti unità di scorta, la portaerei americana USS Wasp.

Mappa raffigurante le zone degli affondamenti delle navi del convoglio PQ-17

Per intercettare il convoglio i tedeschi fecero salpare due squadre: la prima, comandata dall'ammiraglio Otto Schniewind, proveniente da Trondheim, che comprendeva la corazzata Tirpitz, l'incrociatore pesante Admiral Hipper e tre cacciatorpediniere, e la seconda, comandata dal viceammiraglio Oskar Kummetz, salpata da Narvik, comprendeva le corazzate tascabili Admiral Scheer e Lützow, insieme a sei cacciatorpediniere. Le disposizioni di Hitler tuttavia vietavano l'attacco da parte delle navi di superficie in caso di presenza di portaerei Alleate nella zona di operazioni, limitando fortemente il raggio di azione delle navi tedesche e il maresciallo dell'aria Hermann Göring aveva provveduto a inviare negli aeroporti intorno a Capo Nord 264 tra bombardieri e cacciabombardieri, alcuni adattati per il trasporto di siluri, per aumentare il raggio di ricognizione, offrendo inoltre la possibilità di attacco dall'aria alle navi alleate; le forze di superficie erano integrate da quelle sottomarine e nell'azione vennero impiegate due mute di U-Boot, i cosiddetti Lupi grigi, comandati dall'ammiraglio Hubert Schmundt, mentre le forze aeree erano composte da due squadre: le Kampfgeschwader 26 e 30, al comando del generale Hans-Jürgen Stumpff.

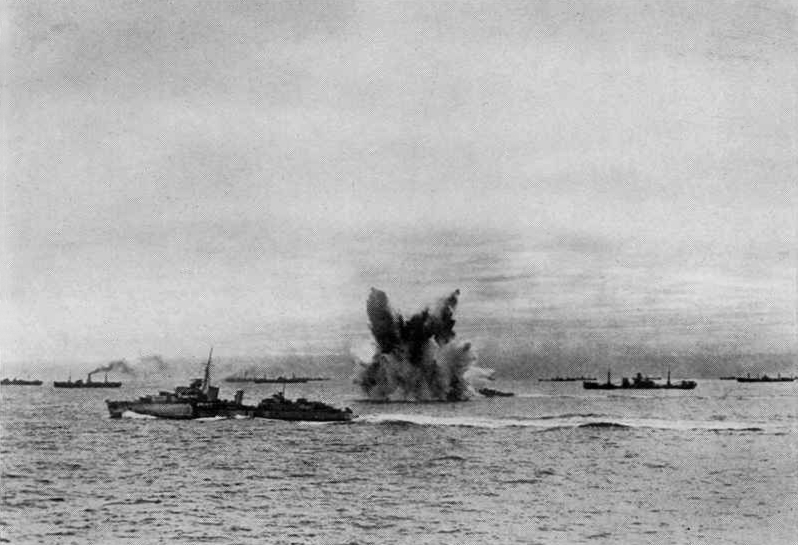
Un'arma tedesca esplode presso il bersaglio, il cacciatorpediniere HMS Wheatland, parte della scorta del convoglio PQ-18

Il convoglio PQ-17 fu avvistato nelle prime ore del 2 luglio dai Focke-Wulf Fw 200 Condor della ricognizione tedesca a est dell'isola di Jan Mayen e immediatamente il Comando operazioni navali, avendo riscontrato che il grosso delle unità di scorta si trovava molto distante dal convoglio, diede le disposizioni per l'attuazione dell'Operazione Rösselsprung, ossia la concentrazione di tutte le navi di superficie in un unico attacco. Il punto d'incontro per le due squadre tedesche venne stabilito di fronte all'imboccatura dell'Altafjord ma la Lützow e 3 cacciatorpediniere urtarono il fondale e dovettero rientrare in Germania mentre il resto delle due squadre proseguì la navigazione nonostante il contatto con il convoglio fosse stato perso. Il 3 luglio l'Ammiragliato britannico venne a conoscenza della presenza delle unità di superficie tedesche nelle acque del mare di Barents, mentre due mercantili erano già stati affondati per opera di attacchi di U-Boot, e l'ammiraglio Dudley Pound, ignorando che, in ossequio alle disposizioni di Hitler, le navi tedesche erano rimaste nell'Altafjord, il 4 luglio ordinò alla scorta di rientrare e al convoglio di disperdersi e di raggiungere singolarmente i porti sovietici.
I tedeschi, venuti a conoscenza dalla ricognizione aerea e dai rapporti dei sommergibili che il convoglio era rimasto indifeso, lo attaccarono ripetutamente con i bombardieri e con gli U-Boot, i quali affondarono 24 mercantili, sui 36 partiti da Hvalfjörður, con la perdita di circa 144 000 tonnellate di materiale sulle 188 000 imbarcate, comprendenti 430 carri armati, 210 aerei e circa 100 000 tonnellate di materiale generico, oltre alla morte di 153 marinai. Solo undici navi riuscirono a raggiungere i porti sovietici dell'arcipelago di Novaja Zemlja o di Arcangelo e le fortissime perdite patite dal convoglio PQ-17 indussero l'Ammiragliato britannico a sospendere fino all'autunno le partenze dei convogli verso l'Unione Sovietica.

#### Dal mare di Kara al mare di Barents

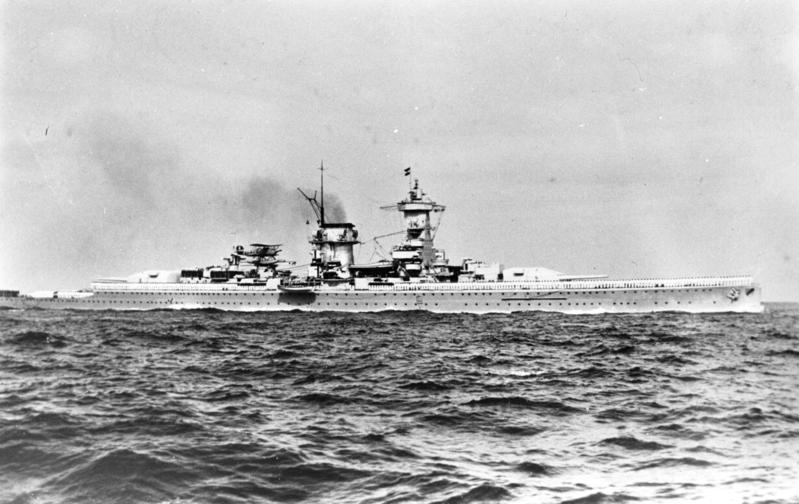
L'incrociatore pesante tedesco Admiral Scheer, protagonista dell'operazione Wunderland

Fin dal gennaio del 1942 piccoli gruppi di U-Boot tedeschi presero a spingersi sempre più a nord, penetrando nelle acque del mare di Kara a caccia dei convogli costieri sovietici intenti a trasportare verso ovest le materie prime estratte dalle regioni siberiane; insoddisfatto per i risultati fino a quel momento ottenuti su questo lontano teatro, l'alto comando della Kriegsmarine progettò per i primi dell'agosto 1942 un'operazione molto audace, che avrebbe visto l'incrociatore Admiral Scheer salpare dalle coste norvegesi alla volta dell'importante porto siberiano di Dikson, snodo dei collegamenti navali della regione e sede di un'importante flotta di rompighiaccio sovietici. L'azione (operazione Wunderland) iniziò il 16 agosto 1942 quando, preceduti da due U-Boot in funzione di esploratori, lo Scheer e tre cacciatorpediniere lasciarono Narvik alla volta del mare di Kara; il gruppo tedesco non incontrò opposizione durante l'operazione, ma neanche molti obiettivi da attaccare visto che la sua sortita era stata rilevata dai servizi di intelligence britannici. Il 25 agosto, dopo aver affondato il solitario rompighiaccio Alexander Sibiryakov, lo Scheer puntò su Dikson, bombardando il porto e danneggiando altre due unità qui ancorate, prima di rientrare alla base il 30 agosto per timore di un possibile intervento delle forze aeree e subacquee della Flotta del Nord; un gruppo di U-Boot si trattenne nel mare di Kara ancora fino ai primi di settembre, affondando alcune unità isolate e spingendosi fino a bombardare la stazione meteo sovietica della remota isola della Solitudine: in definitiva, tuttavia, l'operazione Wunderland non raggiunse risultati significativi.
Il 4 settembre, in previsione della partenza di un altro convoglio, 32 bombardieri britannici furono inviati a Murmansk ma non tutti giunsero a destinazione: otto apparecchi rimasti senza carburante dovettero compiere atterraggi d'emergenza in Svezia, uno fu abbattuto per errore dai caccia sovietici e un nono bombardiere cadde in Norvegia, dove l'equipaggio fu catturato insieme ai documenti relativi al convoglio. L'8 settembre 1942 ripresero le spedizioni navali quando il convoglio PQ 18 lasciò l'Islanda per Arcangelo: i 39 mercantili erano scortati da un imponente dispositivo navale, comprendente le navi da battaglia Duke of York e la nuovissima HMS Anson, tre incrociatori, una ventina di cacciatorpediniere, svariate unità leggere e per la prima volta una portaerei di scorta, la HMS Avenger, che avrebbe fornito copertura aerea per tutta la durata del tragitto. La presenza di una simile scorta sconsigliò ai tedeschi di impiegare unità di superficie, ma gli U-Boot e la Luftwaffe attaccarono a più riprese il convoglio: entro il 21 settembre, quando infine il PQ 18 arrivò a destinazione, tredici mercantili erano stati affondati al prezzo però di tre U-Boot e almeno venti aerei tedeschi. Contemporaneamente il convoglio QP 14, salpato il 13 settembre in direzione opposta con venti cargo, perse il cacciatorpediniere HMS Somali, un dragamine britannico e quattro mercantili in attacchi del gruppo di sommergibili Trägertod, al prezzo di un solo U-Boot danneggiato.

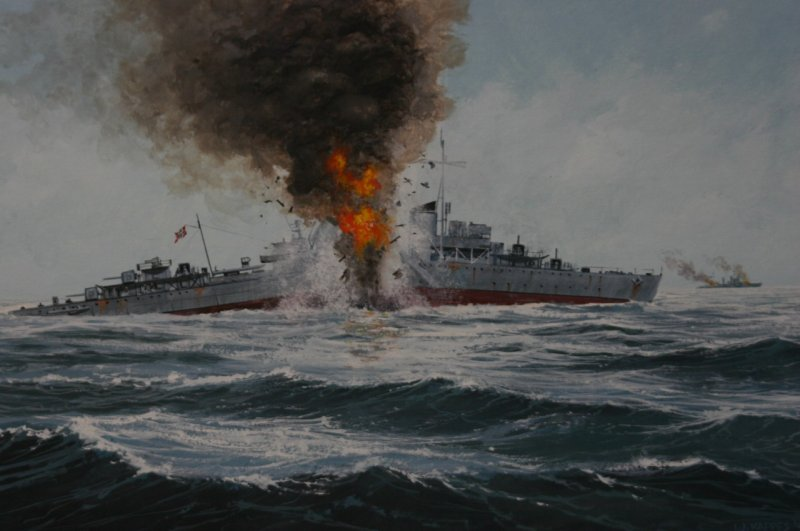
Quadro raffigurante l'affondamento del cacciatorpediniere tedesco Friderich Eckoldt durante la battaglia del mare di Barents

A causa dell'invio di un gran numero di unità di scorta a partecipare agli sbarchi dell'operazione Torch in Nordafrica, il comando britannico sospese l'invio dei convogli della serie PQ; il 29 ottobre, tuttavia, tredici mercantili già riuniti in Islanda salparono per Murmansk scaglionati e senza scorta, mentre altri ventitré partivano dalle coste sovietiche (operazione FB): attacchi di sommergibili, aerei e cacciatorpediniere tedeschi portarono alla perdita di sei unità unitamente a una nave-scorta sovietica, anche se un U-Boot venne affondato da un ricognitore Consolidated PBY Catalina decollato dall'Islanda. Il 17 novembre i trentuno mercantili del QP 15, l'ultimo della sua serie, lasciarono Arcangelo per l'Islanda, ma il 20 novembre il convoglio incappò in una violenta tempesta che lo disperse, anche se solo due mercantili caddero poi vittima degli U-Boot; a queste perdite dovettero però aggiungersi due unità sovietiche, il cacciatorpediniere Sokrušitel'nyj e il cacciatorpediniere conduttore Baku, da poco trasferito dalla Flotta del Pacifico, il primo affondato e il secondo gravemente danneggiato dal mare in tempesta.
Il 15 dicembre 1942 i britannici inaugurarono una nuova serie di convogli quando il JW 51A salpò da Loch Ewe, in Scozia, alla volta di Murmansk; massicciamente scortato dalla Home Fleet, il convoglio non fu localizzato dai ricognitori tedeschi, ma perse ugualmente cinque mercantili a causa di mine navali depositate dai tedeschi al largo della penisola di Kola. Il 22 dicembre seguente salparono invece i tredici mercantili del convoglio JW 51B, avvistati da un ricognitore tedesco il 24: contro di essi il comando della Kriegsmarine diresse un potente gruppo navale di superficie agli ordini del viceammiraglio Oskar Kummetz, comprendente gli incrociatori pesanti Admiral Hipper e Lützow scortati da sei cacciatorpediniere. La mattina del 31 dicembre la squadra tedesca avvistò il JW 51B nel mare di Barents: in mezzo a una burrasca di neve lo Hipper e il Lützow si fecero avanti ma vennero contrastati dalla non numerosa scorta ravvicinata del convoglio, che riuscì a tenere le navi tedesche lontane dai mercantili pur perdendo un cacciatorpediniere (lo HMS Achates) e un dragamine e riportando gravi danni ad altri tre cacciatorpediniere. Il tempo guadagnato dalla scorta si rivelò utile perché verso le 12:00 comparvero sulla scena gli incrociatori HMS Jamaica e HMS Sheffield, che seguivano il convoglio da distanza: le unità britanniche bersagliarono la squadra tedesca, danneggiando lo Hipper e affondando il cacciatorpediniere Friderich Eckoldt, inducendo infine Kummetz a rompere il contatto e ritirarsi. La battaglia del mare di Barents rappresentò una grave occasione mancata per i tedeschi e scatenò le pesanti critiche di Hitler sull'operato delle unità di superficie della Kriegsmarine; il capitano Robert St Vincent Sherbrooke, comandante della scorta del JW 51B, ottenne una Victoria Cross, la massima onorificenza britannica, per la sua conduzione durante la battaglia.

#### La battaglia di Capo Nord

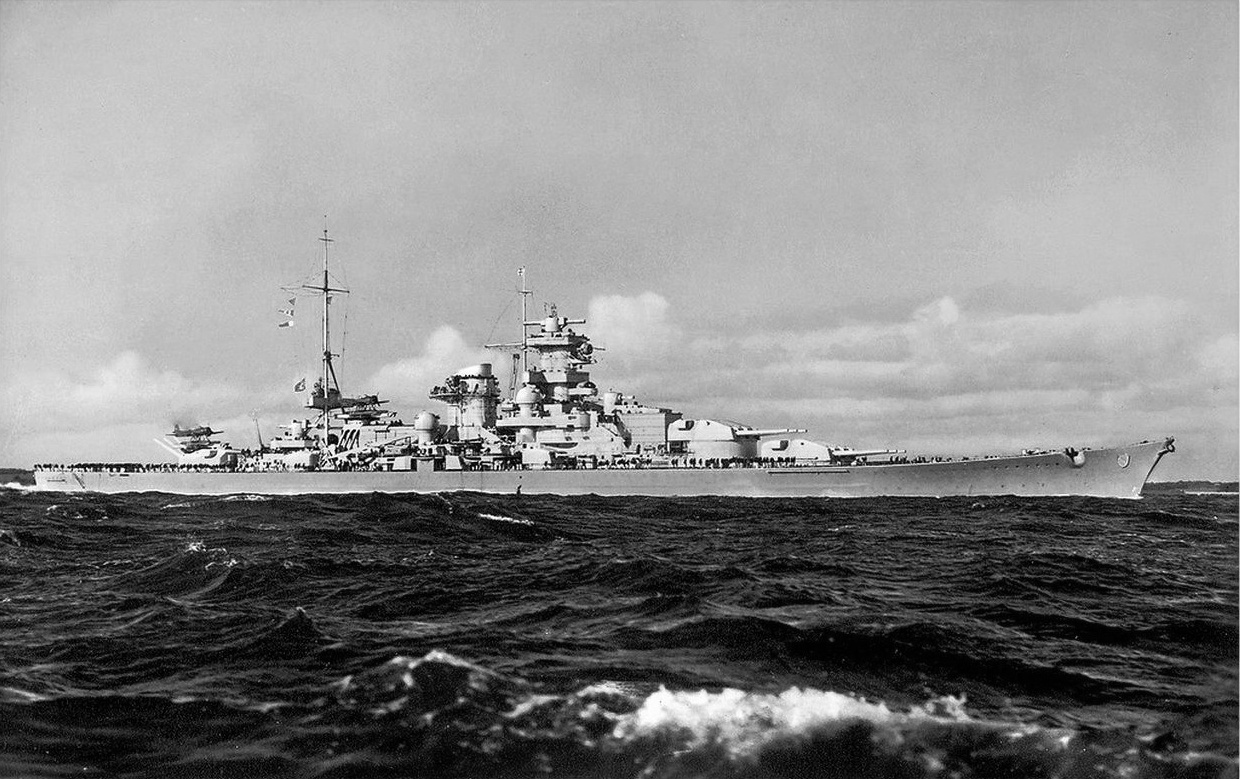
L'incrociatore da battaglia Scharnhorst

Per l'inizio del 1943 lo scontro tra convogli alleati e forze aeronavali tedesche iniziò a spostarsi a favore dei primi: scorte più numerose e nuovi strumenti di lotta anti-sommergibili, unitamente al sempre più frequente appoggio aereo dato dai velivoli imbarcati sulle portaerei di scorta o dai bombardieri a lungo raggio fecero crollare sensibilmente le perdite che gli U-Boot erano in grado di infliggere; nei primi due mesi del 1943 ben 59 mercantili dei convogli JW 51, JW 52 e JW 53 riuscirono a raggiungere i porti sovietici al prezzo di soli quattro mercantili affondati, anche se a metà marzo il comando britannico sospese ulteriori invii dopo che la ricognizione segnalò il concentramento a Narvik di una potente squadra di superficie tedesca con la Tirpitz, lo Scharnhorst e il Lützow. A corto di bersagli, la Kriegsmarine organizzò per i primi di agosto l'operazione Wunderland II, inviando nuovamente un gruppo di U-Boot nel mare di Kara: in attacchi con siluri e mine quattro sommergibili affondarono altrettanti cargo sovietici, un risultato al di sotto delle aspettative.

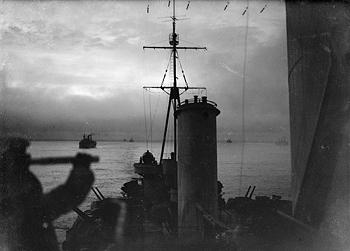
Un convoglio artico scortato dall'incrociatore leggero britannico HMS Sheffield

L'8 settembre 1943 un potente gruppo navale tedesco comprendente la Tirpitz, lo Scharnhorst e nove cacciatorpediniere attaccò l'isola di Spitsbergen, nell'arcipelago norvegese delle Svalbard (operazione Zitronella): mentre le navi da battaglia neutralizzarono le deboli difese costiere, i cacciatorpediniere sbarcarono un battaglione di fanteria a Barentsburg, scacciandone la guarnigione norvegese (che lasciò trenta prigionieri in mano ai tedeschi) e provvedendo alla distruzione degli impianti per la produzione di energia elettrica e dei depositi di materie prime e rifornimenti; l'azione, di fatto l'unico impiego operativo della Tirpitz in tutta la sua storia, si concluse già il giorno seguente, quando i tedeschi recuperarono le truppe sbarcate e rientrarono alla base. Il 4 ottobre seguente gli Alleati risposero con l'operazione Leander, un'incursione contro il traffico navale tedesco nei dintorni di Bodø per opera di un gruppo navale congiunto anglo-statunitense incentrato sulla portaerei USS Ranger: in attacchi aerei furono colati a picco quattro mercantili tedeschi e altri sei danneggiati contro cinque aerei statunitensi abbattuti.

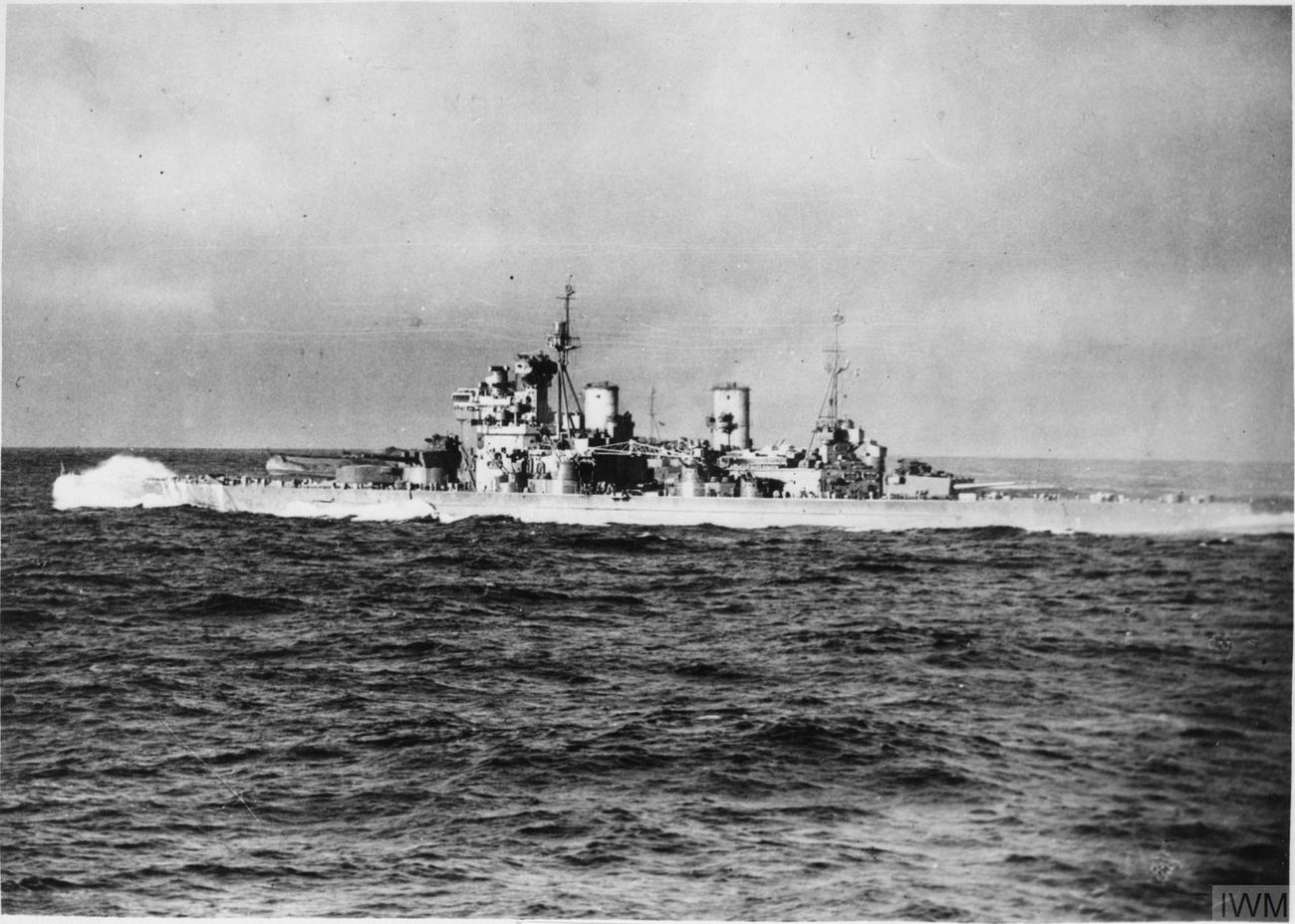
La nave da battaglia britannica, autrice dell'affondamento dell'incrociatore da battaglia tedesco Scharnhorst durante la battaglia di Capo Nord

Il 1º novembre 1943 i convogli ripresero i loro servizi regolari quando il JW 54A e il JW 54B salparono da Loch Ewe verso Arcangelo mentre il RA 54A e il RA 54B compivano il tragitto in senso opposto: tutti arrivarono a destinazione senza aver riportato perdite. Tra il 25 e il 26 dicembre 1943 la Kriegsmarine lanciò l'operazione Ostfront, ossia un attacco verso il convoglio JW-55B diretto al porto di Murmansk da parte di una squadra navale comprendente l'incrociatore Scharnhorst, comandato dal contrammiraglio Fritz Julius Hinke; lo Scharnhorst ricevette la notizia dell'approssimarsi del convoglio, composto da una ventina di piroscafi, mentre si trovava alla fonda nel fiordo di Alta, insieme alla sua squadra di appoggio composta da cinque cacciatorpediniere, e il Großadmiral Karl Dönitz diede ordine al contrammiraglio Erich Bey, comandante di squadra, di intercettarlo.
Le condizioni del mare tuttavia resero difficile la navigazione dei cacciatorpediniere tedeschi e indussero Bey a infrangere il silenzio radio per segnalare un'avaria agli armamenti di uno di questi; il messaggio fu intercettato dalla squadra britannica di scorta al convoglio RA-55A, della quale facevano parte l'incrociatore pesante HMS Norfolk e gli incrociatori leggeri HMS Sheffield e HMS Belfast, che immediatamente segnalarono all'ammiragliato la presenza di navi tedesche nella zona. Ad aggravare la situazione per lo Scharnhorst vi era il fatto che le informazioni in possesso della squadra tedesca, ricevute dagli U-Boot che stazionavano a occidente dell'isola degli Orsi, erano incomplete, poiché il convoglio JW-55B, che sembrava scortato solo da alcuni cacciatorpediniere, era in realtà seguito da una potente squadra di superficie, comprendente la corazzata HMS Duke of York e l'incrociatore HMS Jamaica.
Le condizioni meteorologiche e del mare impedirono ai cacciatorpediniere tedeschi di avvicinarsi al convoglio e la ricognizione della Luftwaffe segnalò la vicinanza di una corazzata ma lo Scharnhorst, confidando di raggiungere il convoglio prima che la nave da battaglia britannica potesse arrivare a una distanza di tiro utile, tentò ugualmente di agganciarlo; durante la notte tuttavia gli incrociatori della seconda squadra, che si frapponevano tra la nave tedesca e il convoglio e che non erano stati individuati a causa dello spegnimento del radar, aprirono il fuoco danneggiandola e obbligandola a ridurre la velocità. In tali condizioni di svantaggio Bey diede ordine di rientrare ma l'arrivo della Duke of York, e il suo bombardamento durato circa un'ora e mezzo che danneggiò irreparabilmente la nave, resero impossibile la manovra e, alle ore 19:30 del 26 dicembre, lo Scharnhorst nuovamente colpito da tre siluri lanciati dai cacciatorpediniere e dai colpi della corazzata britannica, si inabissò; solo 36 degli oltre 1 900 uomini di equipaggio si salvarono.

#### Le operazioni speciali

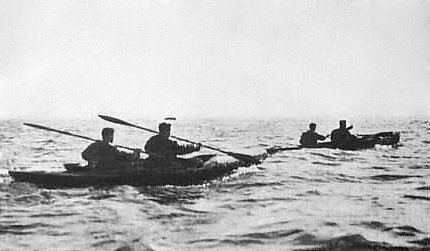
La canoa biposto utilizzata nella operazione Checkmate; la foto riportata proviene dall'analoga operazione Frankton nel porto di Bordeaux

Nel periodo dal 1942 al 1943 gli Alleati effettuarono alcune operazioni speciali nel teatro, tutte intese a disturbare i tedeschi ed a negare loro alcune risorse utili ai fini bellici.

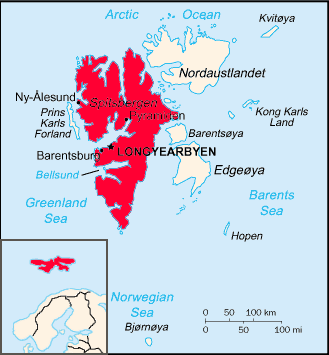
Mappa delle isole Svalbard: evidenziata in rosso Spitsbergen, teatro delle operazioni Gauntlet, Fritham e Zitronella

Tra queste vi fu l'operazione Fritham del maggio 1942, tesa a impedire l'uso delle miniere delle isole Svalbard ai tedeschi, e portata avanti da un'unità delle forze norvegesi in esilio; l'operazione fu un parziale fallimento ma le isole rimasero occupate fino al luglio 1943 nonostante i vari attacchi aerei tedeschi. Successivamente dall'11 al 21 settembre 1942 vi fu l'operazione Musketoon, diretta contro un impianto di produzione di energia elettrica nel Glomfjord, nella quale un gruppo di incursori si infiltrò, danneggiando irrimediabilmente l'impianto per il resto della guerra e dividendosi poi in due gruppi, uno dei quali raggiunse la Svezia e venne rimpatriato e l'altro venne catturato, interrogato e successivamente giustiziato al campo di concentramento di Sachsenhausen. Anche se non avvenne all'interno del teatro Artico, un'operazione di commandos del periodo fu Checkmate, compiuta nell'aprile 1943 nella zona di Oslo, a Haugesund, da un gruppo di sette uomini del No. 14 (Arctic) Commando del British Army, che affondò con mine a contatto un dragamine tedesco con la cattura ed esecuzione del gruppo, tranne un membro che morì di tifo.
Gli Alleati successivamente cercarono in vari modi di mettere fuori gioco la Tirpitz, denominata dai norvegesi "La regina solitaria del Nord" (Den ensomme Nordens Dronning), che costituiva una costante minaccia ai convogli artici. Un primo, velleitario tentativo si verificò il 26 ottobre 1942 e vide l'impiego di una barca da pesca attrezzata in modo da poter lanciare due siluri; il piccolo vascello fu pilotato dall'ufficiale Leif Larsen della marina norvegese fino a un punto favorevole all'attacco davanti a Trondheim, ma perse gli ordigni durante un temporale. L'anno successivo i britannici attaccarono la corazzata nella sua base di Kåfjord, nei pressi di Alta nell'estremo nord della Norvegia: l'operazione Source, lanciata il 20 settembre 1943, venne condotta da sei minisottomarini della classe X e aveva come bersaglio oltre alla Tirpitz anche la Scharnhorst e il Lützow, da attaccare con cariche esplosive poste a contatto subacqueo. Solo la Tirpitz venne raggiunta e attaccata da due dei sottomarini, le cui cariche aprirono squarci nello scafo che fecero imbarcare alla nave 1 400 tonnellate di acqua, mentre la Scharnhorst sfuggì all'attacco perché in missione; pur restando apparentemente operativa, la corazzata non poté in realtà muoversi fino all'aprile 1944 per i gravissimi danni e non effettuò più missioni di guerra fino al suo affondamento.

### 1944-45: la fine

#### Caccia allaTirpitz

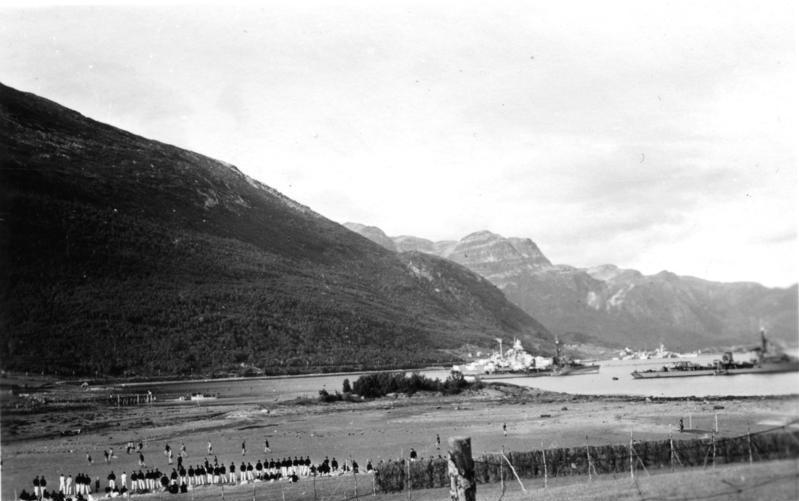
La Tirpitz, insieme allAdmiral Hipper nei pressi di Narvik

Dopo l'operazione Source, la Tirpitz venne spostata per quanto possibile e sottoposta a una serie di riparazioni di emergenza, ma i danni erano estesi e la forza dell'esplosione aveva addirittura spostato le torri corazzate dai basamenti, tanto che una delle torri poppiere, la torre D, non poté essere riparata per la indisponibilità di una gru della portata sufficiente a rimetterla in posizione. Anche la sala generatori n. 2 era completamente fuori uso, e solo uno dei generatori della sala n. 1 era funzionante, a causa dei cavi divelti e delle tubazioni tagliate. Lo sbandamento causato dall'allagamento, di un paio di gradi, venne agevolmente bilanciato da un controallagamento; i due idrovolanti Arado Ar 196 vennero fatti a pezzi. La presenza della nave appoggio Neumark garantì comunque una serie di lavori compiuti in condizioni estreme che durarono fino al 2 aprile 1944, e per il giorno vennero previste delle prove nell'Altafjord a massima velocità.
I britannici vennero tenuti informati dalla ricognizione aerea sulla presenza della Neumark e quando questa in marzo partì, conclusero che le riparazioni erano quasi terminate. Venne quindi predisposta un'incursione aerea in forze, con la partecipazione di 42 Fairey Barracuda e 45 caccia di scorta della Fleet Air Arm che partirono da due portaerei di squadra, Victorious e Furious e dalle quattro portaerei di scorta Emperor, Fencer, Pursuer e Searcher; tra le squadriglie presenti l'800 Naval Air Squadron sulla Emperor e un numeroso contingente di aviatori neozelandesi era in servizio nelle unità della Fleet Air Arm impegnate. L'operazione era predisposta per il 4 aprile in concomitanza con il passaggio del convoglio artico JW58, ma un'intercettazione di Enigma relativa alla data delle prove in mare fece anticipare l'attacco. Gli aerei attaccarono in due ondate nonostante il pesante fuoco contraereo, che peraltro abbatté solo un velivolo per ogni ondata, in quella che venne denominata operazione Tungsten, e la Tirpitz fu colpita diverse volte. Si contarono 128 morti e più di 200 o 300 feriti a seconda delle stime, compreso il comandante, capitano di vascello Hans Meyer. Una turbina venne danneggiata e l'acqua salata usata per combattere i numerosi incendi si infiltrò nelle condutture; i colpi ravvicinati fecero imbarcare dalle sconnessure nelle lamiere oltre 2 000 tonnellate di acqua di mare. La nave venne immediatamente riparata per ordine del grandammiraglio Karl Dönitz, ma non sarebbe stata più impiegata in azione per l'impossibilità di fornirle un'adeguata scorta aerea di caccia.

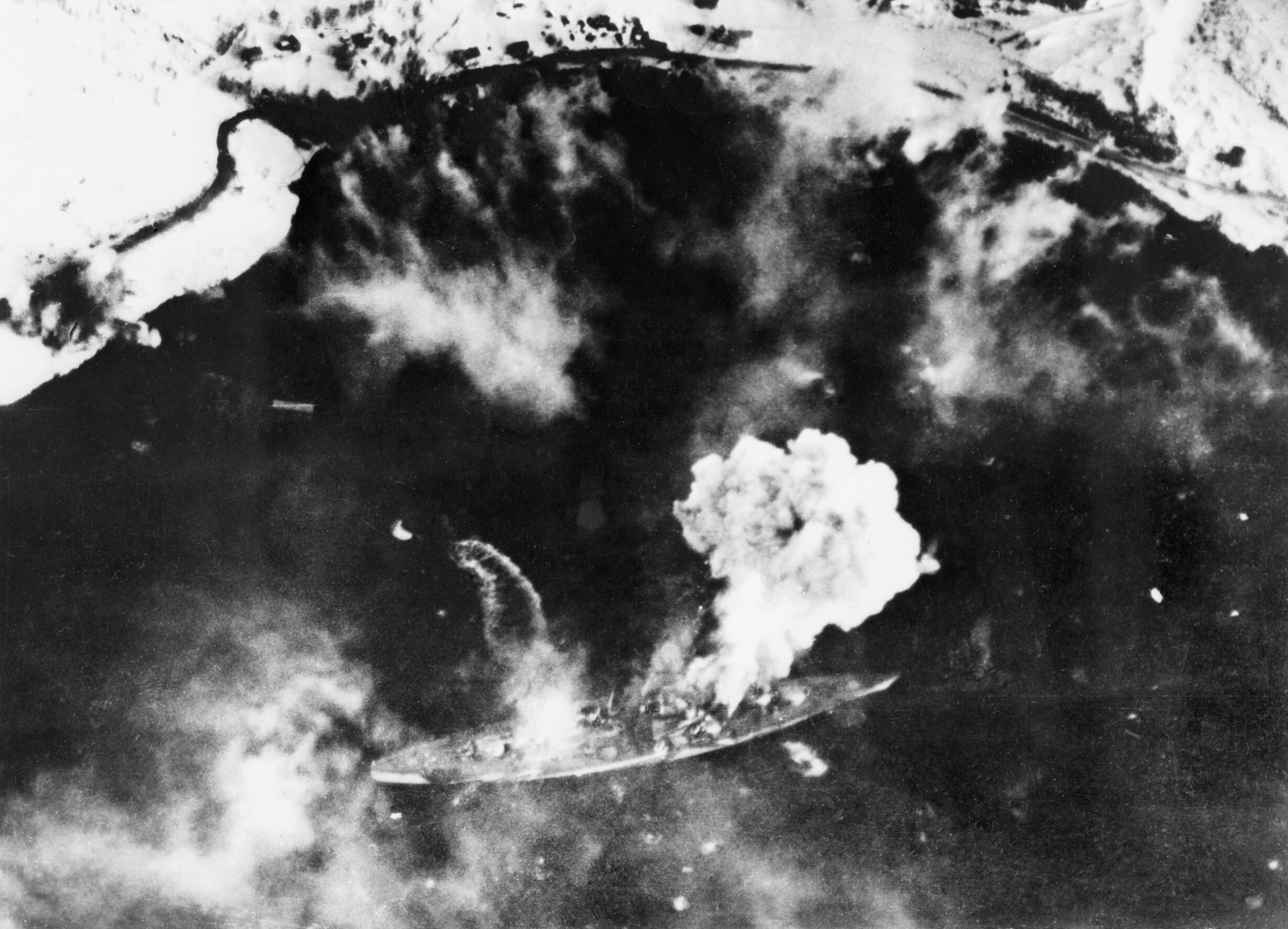
La Tirpitz sotto l'attacco dei Fairey Barracuda provenienti dalle portaerei britanniche il 3 aprile 1944

Per neutralizzare definitivamente la Tirpitz venne varata una serie di operazioni tutte incentrate su attacchi aerei che partivano da portaerei, anche perché gli Alleati potevano contare sul quasi assoluto dominio dell'aria. Vennero quindi effettuate in successione le operazioni Planet, Brawn, Tiger Claw, Mascot e la serie delle quattro operazioni Goodwood, dal 24 aprile al 29 agosto 1944. I risultati però non furono all'altezza degli sforzi, e fu pagato un prezzo in termini di aerei abbattuti. Di conseguenza l'incarico di distruggere la nave venne trasferito alla Royal Air Force e ai suoi bombardieri pesanti Avro 683 Lancaster del No. 5 Group. Vennero progettate le due operazioni Paravane e Obviate, nelle quali i Lancaster partiti da una base avanzata in territorio sovietico, a Yagodnik, utilizzarono le bombe Tallboy da oltre cinque tonnellate e le mine "Johnny Walker", speciali bombe che scendevano in modo controllato sotto la superficie dell'acqua per esplodere in corrispondenza di punti più vulnerabili della corazzatura. Una di queste durante la prima incursione, Paravane, sfondò la prua della nave esplodendo sotto la chiglia; il contraccolpo distrusse le apparecchiature antincendio e dal buco circa 800/1 000 tonnellate d'acqua invasero la nave, appruandola. Come risultato la nave venne resa inabile alla navigazione e la sua velocità ridotta a 8-10 nodi, e non si poteva controallagare per bilanciare la perdita in quanto si sarebbe persa ogni manovrabilità. Rattoppati i fori prodotti dalla bomba, la nave si trasferì a Tromsø percorrendo le ultime 200 miglia nautiche della sua carriera e ancorandosi presso l'isola di Håkøya, dove il 29 ottobre venne ancora una volta attaccata nel corso dell'operazione Obviate, senza risultati apprezzabili eccetto un colpo vicino che danneggiò timone ed elica di sinistra e compromise in parte la galleggiabilità. A protezione della nave, oramai riclassificata come batteria galleggiante, i tedeschi installarono reti parasiluri e costruirono banchi di sabbia.
Infine, il 12 novembre 1944, venne lanciata l'operazione Catechism, nella quale 32 Lancaster dei No. 9 Squadron e No. 617 Squadron (i famosi Dambusters) sganciarono ventinove bombe Tallboy sulla nave, delle quali tre giunsero a segno, perforarono il ponte corazzato al centro e distrussero due caldaie e una sala macchine, provocando uno squarcio lungo 14 metri nello scafo. La nave si inclinò fino a capovolgersi e del suo equipaggio ridotto a 1 600/1 700 uomini un numero variabile tra 900 e 1 200 perse la vita. Dopo il capovolgimento 87 vennero recuperati tagliando le lamiere con la fiamma ossidrica dove venivano notati segni di vita.

#### Ultime azioni in mare

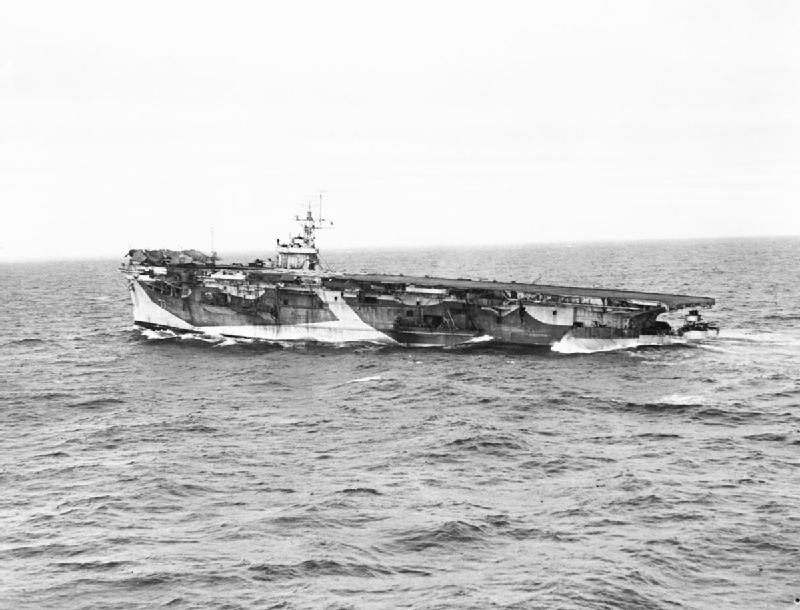
La HMS Nabob rientrò in Gran Bretagna dopo il siluramento, sbandata ma con i suoi mezzi, percorrendo oltre 1000 km a 10 nodi costanti

Il 1944 segnò la definitiva inversione di tendenza nella guerra dei convogli: a dispetto di un incremento degli U-Boot operativi nelle acque artiche (dovuto, però, alla sempre più incapacità dei sommergibili di operare nel pattugliatissimo oceano Atlantico) e della disponibilità di siluri più tecnologicamente avanzati, il numero di affondamenti si ridusse ancora di più. Tra il 12 gennaio e il 1º febbraio 1944 diciassette sommergibili attaccarono i due convogli JW 56A e JW 56B (in totale trentasei cargo), affondando solo due mercantili e il cacciatorpediniere HMS Hardy contro la perdita di un U-Boot. Tra il 20 e il 28 febbraio seguente il grande convoglio JW 57 (42 mercantili) fu attaccato da 14 U-Boot ma perse solo il cacciatorpediniere HMS Mahratta, mentre due U-Boot furono affondati dalle navi e dagli aerei di scorta; a marzo, prima dell'abituale sospensione dei convogli nei mesi primaverili ed estivi, gli attacchi contro il RA 57 e il JW 58 risultarono ancora più infruttuosi, con sei U-Boot affondati contro un unico mercantile colato a picco.
Le spedizioni ripresero il 15 agosto 1944, quando il JW 59 partì da Loch Ewe con trentatré mercantili e una serie di unità navali cedute temporaneamente dalla marina britannica e statunitense alla Flotta del Nord sovietica: tra le altre, furono "date in prestito" la corazzata HMS Royal Sovereign (rinominata Archangelsk), l'incrociatore leggero USS Milwaukee (poi Murmansk), nove cacciatorpediniere della classe Town e tre sommergibili della classe U; ancora una volta i numerosi U-Boot inviati contro il convoglio non riuscirono ad avvicinarsi ai mercantili, affondando invece una corvetta e una fregata e danneggiando gravemente la portaerei di scorta HMS Nabob, giudicata poi come non riparabile. I successi degli U-Boot furono sempre più rari: il 16 gennaio 1945 lo U-997 affondò il cacciatorpediniere sovietico Deyatelny (ex statunitense USS Herndon) al largo della penisola di Kola, mentre tra il 17 e il 28 febbraio il convoglio RA 64 perse un mercantile e due corvette in attacchi di sommergibili e un secondo mercantile per opera degli aerosiluranti Ju 88 (l'ultimo affondamento realizzato dalla Luftwaffe nel conflitto). A fine marzo il JW 65 perse due mercantili e una corvetta in attacchi di due gruppi di U-Boot, ma il seguente JW 66 di aprile non riportò alcun danno nel suo tragitto Loch Ewe-Murmansk; l'ultima battaglia si ebbe tra il 29 e il 30 aprile 1945, quando i ventisette mercantili del RA 66 salparono da Murmansk alla volta del Regno Unito: lo U-307 fu localizzato e colato a picco dalla fregata HMS Loch Insh, mentre la fregata britannica HMS Goodall venne silurata dallo U-286, a sua volta affondato poco dopo da altre unità della scorta del convoglio.

#### Crollo a nord

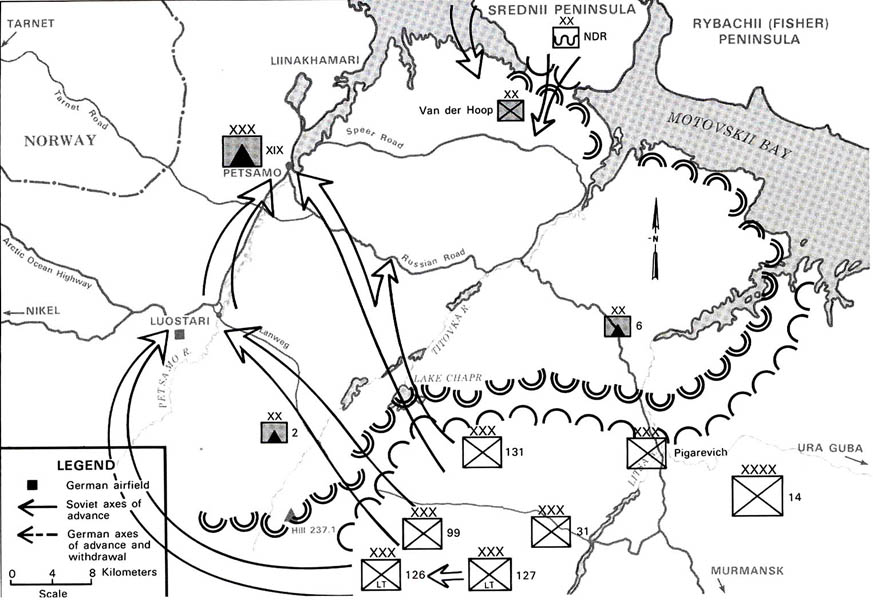
Movimenti dell'Armata Rossa durante l'offensiva di Petsamo-Kirkenes

Il 4 settembre 1944 la Finlandia firmò un armistizio con l'Unione sovietica ritirandosi dal conflitto; tra le condizioni dell'accordo vi era l'impegno della Finlandia a disarmare o espellere le truppe tedesche ancora presenti sul suo territorio a cominciare dal 15 settembre. Tali forze appartenevano alla 20ª Armata da montagna sotto il comando del generale Lothar Rendulic ed erano stanziate sia a nord sia a sud del circolo polare artico, ma già dal 6 settembre Rendulic aveva iniziato a ritirare verso nord i due corpi d'armata stanziati più a sud, il XVIII e il XXXVI Corpo da montagna, per formare una nuova linea difensiva da Lyngen a Petsamo passando per Ivalo (operazione Birke). Poiché la ritirata delle forze tedesche procedeva piuttosto lentamente e pressata dal governo sovietico per il rispetto degli accordi armistiziali, la Finlandia fu costretta a velocizzare la ritirata ingaggiando le forze tedesche in alcuni scontri a fuoco di minore entità (guerra di Lapponia).

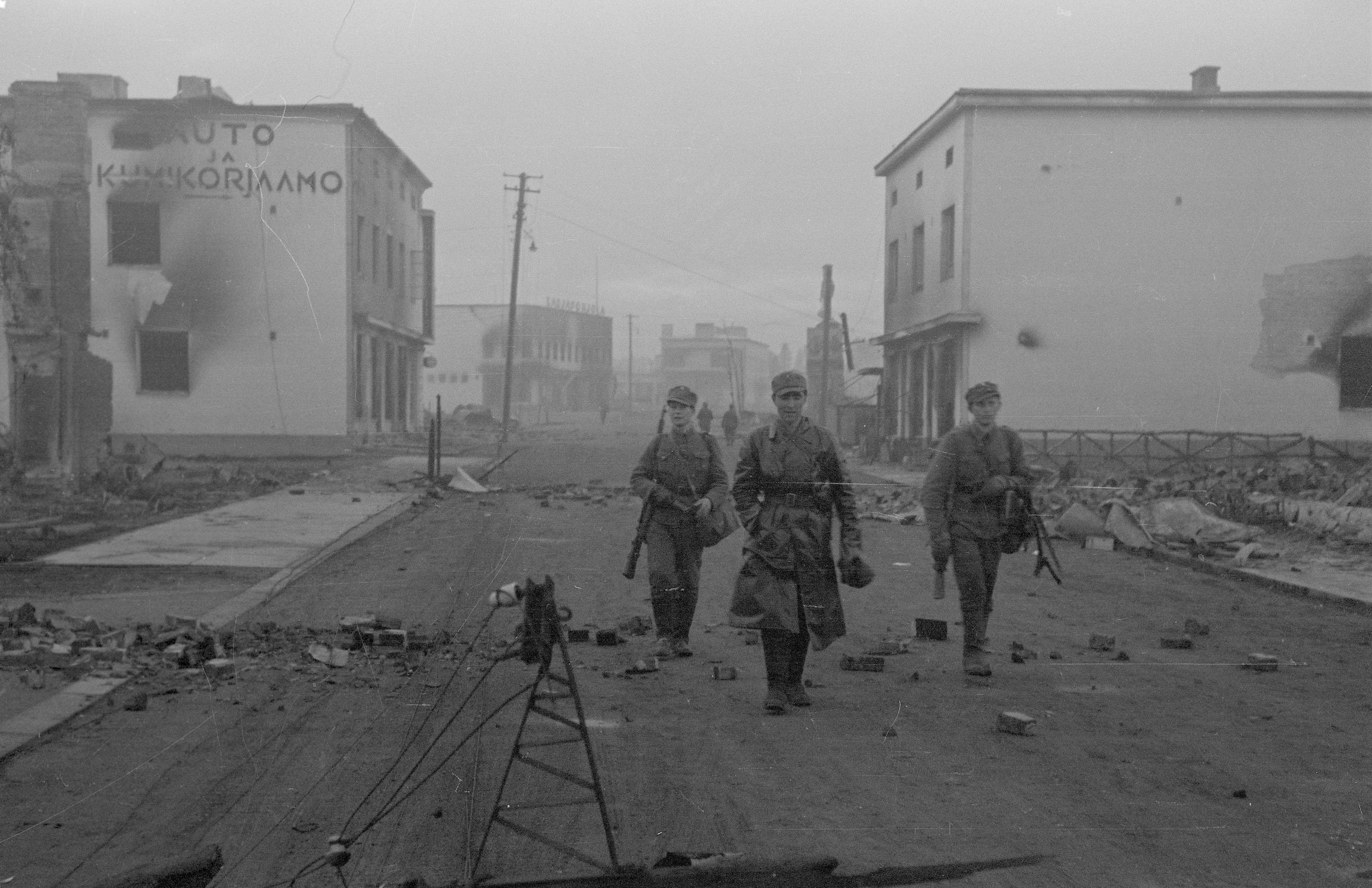
Truppe finlandesi nelle strade di Rovaniemi dopo la liberazione, avvenuta nell'ottobre 1944

Alla fine di settembre, l'OKW stabilì che l'occupazione del nord della Scandinavia non era più di vitale importanza e raccomandò la ritirata dell'intera 20ª Armata da montagna nel territorio norvegese verso Lyngen (operazione Nordlicht), ma durante la fase di preparazione dell'operazione l'alto comando sovietico (STAVKA) ordinò al comandante del fronte careliano, generale Meretskov, di pianificare e condurre un'offensiva (offensiva di Petsamo-Kirkenes) per eliminare le truppe tedesche ancora in territorio sovietico, cioè i 56 000 uomini del XIX Corpo da montagna schierati a circa 70 km a nord-ovest di Murmansk. Le forze sovietiche (circa 96 000 uomini) appartenevano alla 14ª Armata e disponevano di 110 carri armati, 750 aerei e del supporto dato dalla Flotta del Nord per condurre assalti anfibi lungo le coste settentrionali.

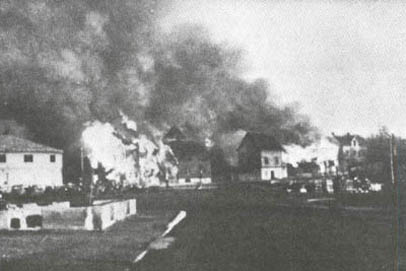
La cittadina norvegese di Kirkenes data alle fiamme dalle truppe tedesche in ritirata: l'unico edificio risparmiato fu la chiesa, nella quale trovò rifugio la popolazione

L'offensiva, lanciata il 7 ottobre 1944 e durata 24 giorni, può essere divisa in tre fasi: lo sfondamento delle linee tedesche, la battaglia per la liberazione di Kirkenes e l'inseguimento delle forze tedesche verso sud-ovest. Nonostante l'accurata preparazione, l'offensiva incontrò numerose difficoltà a causa della scarsa visibilità che rese impreciso il fuoco d'artiglieria e ostacolò l'azione dell'aviazione; comunque, dopo una serie di violenti combattimenti, le truppe sovietiche riuscirono a superare le linee fortificate tedesche sul fiume Titovka. Il 15 ottobre i sovietici catturarono Petsamo, il 25 entrarono a Kirkenes, data alle fiamme dai tedeschi in ritirata, e inseguirono le truppe tedesche lungo la costa norvegese fino al fiordo di Tana, raggiunto il 30 ottobre, e all'interno, in territorio finlandese, fino a Ivalo. L'offensiva, rallentata da problemi logistici determinati dall'azione di retroguardia delle truppe tedesche volta alla distruzione delle vie di comunicazione, fu arrestata il 2 novembre. Le truppe tedesche riuscirono a scampare all'accerchiamento ritirandosi con successo in territorio norvegese.
La mattina del 7 maggio 1945 i rappresentanti tedeschi firmarono la resa incondizionata della Germania presso l'alto comando Alleato di Reims, segnando la fine della seconda guerra mondiale in Europa; la Norvegia venne liberata infine solo con la resa della Germania, e i britannici lanciarono l'operazione Doomsday allo scopo di disarmare i 350 000 membri delle forze armate tedesche presenti in Norvegia e reinsediare il legittimo governo norvegese. L'operazione avvenne senza incidenti di rilievo e fu portata a termine da poche migliaia di paracadutisti appartenenti alla 1st Airborne Division, i "Diavoli rossi" reduci dalla battaglia di Arnhem, che occuparono Oslo e l'aeroporto di Sola senza alcuna perdita (fatta eccezione per i 47 uomini morti in un incidente aereo, tra i quali l'Air Vice-Marshal Scarlett-Streatfield); anche l'atteggiamento di orgoglio nazionalista tedesco durante il disarmo fu limitato a poche dimostrazioni, quale quella avvenuta nella città di Namsos dove gli equipaggi di cinque navi tedesche fecero il giro del porto gridando il saluto nazista Sieg Heil. I paracadutisti alleati furono affiancati dalla Force 134, formata dalla 52ª Divisione di fanteria Lowlands e da 13 000 "poliziotti" norvegesi (addestrati in segreto in Svezia e pronti a tornare in patria) che in realtà costituivano delle unità di fanteria leggera create sotto l'egida del corpo di polizia norvegese; parte di essi partecipò alla liberazione della contea di Finnmark all'estremo nord insieme a un contingente sovietico partito da Murmansk, in quella che fu denominata operazione Crofter.